# Histoire de l'Italie
 (novembre 2024).

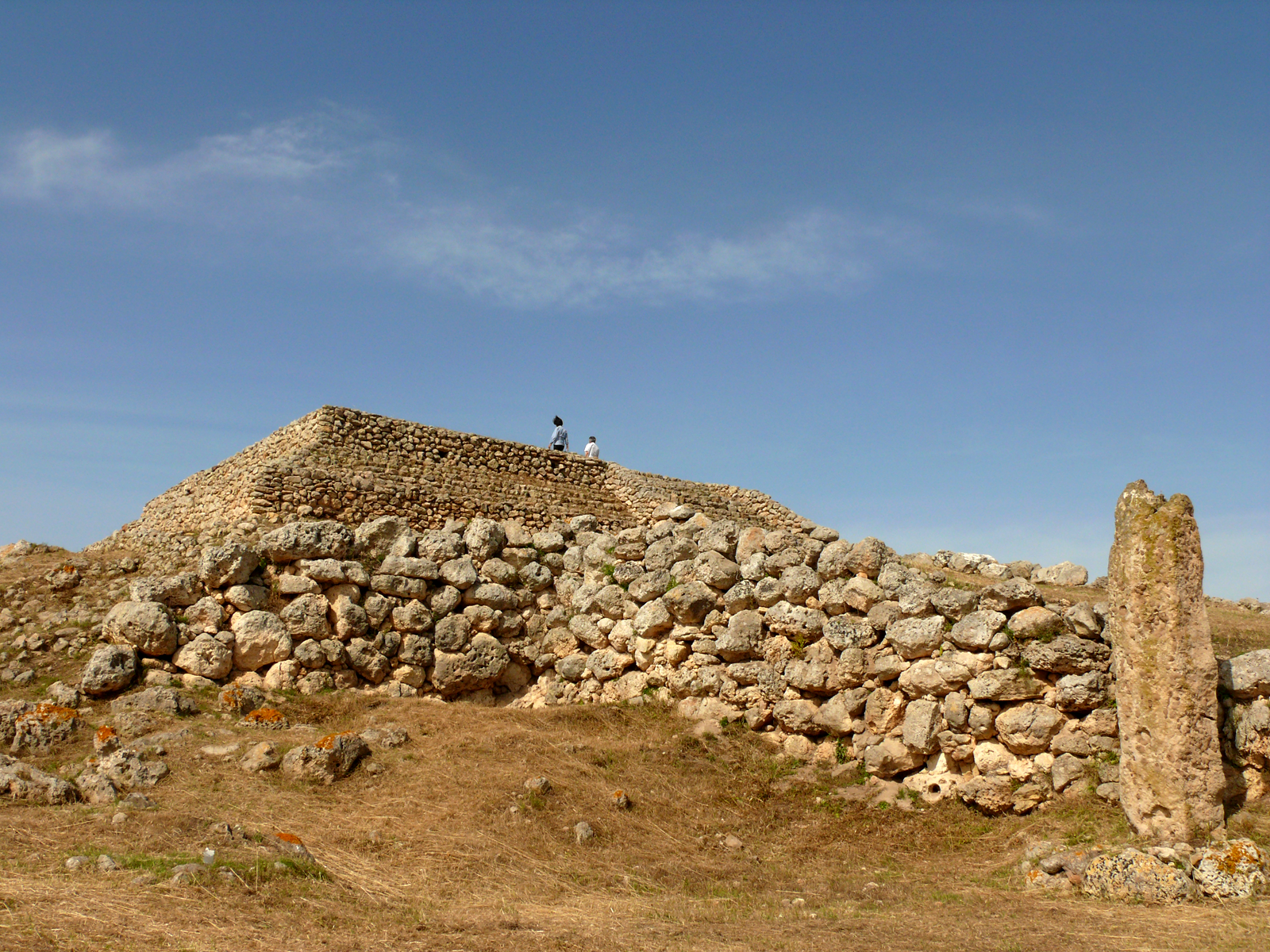
Pyramide du mont d'Accoddi datant du entre Sassari et Porto Torres en Sardaigne. La datation au carbone 14 a révélé que la première phase de la pyramide a été construite vers 3500 av. J.-C. soit près d'un millénaire avant la première pyramide égyptienne de Saqqarah.

L'histoire de l'Italie est intimement liée à l'Europe et au bassin méditerranéen. 
Dès la Préhistoire, la péninsule italienne est peuplée.
L'histoire contemporaine de l'État italien commençant en 1870 avec le Risorgimento,.
Héritière des cultures antiques des Shardanes,  des Étrusques et des Latins, réceptrice de la colonisation grecque et carthaginoise, l'Italie a vu naître la civilisation romaine et son Empire. Lors du déclin de l'Empire romain d'Occident, l'Italie a accueilli une série de migrations germaniques avec des tentatives de réunifications byzantines pour reconstruire l'unité impériale de Rome. 
Au moyen-âge, siège de la papauté, elle est source de légitimité impériale mais connaît aussi des discordes et des invasions.
Le pays s'est alors morcelé en une mosaïque de villes-États qui rivalisaient pour obtenir l'hégémonie sur le bassin méditerranéen, avec des interventions fréquentes des puissances environnantes et de l'Église catholique. Sa situation géographique en a fait la clef du commerce européen, ce qui a favorisé les républiques maritimes telles que Amalfi, Pise, Gênes ou Venise. Le pouvoir papal, qui avait son siège à Rome, a eu en Italie de multiples répercussions.
Cette hérédité politique l'a changé en foyer des luttes de pouvoir en Europe. De plus, le legs culturel classique et ecclésiastique a été le terreau culturel de nouvelles tendances. Aux XVe et XVIe siècles, elle s'est transformée en centre culturel de l'Europe en donnant naissance à la Renaissance. Dans le même temps, elle constitua l'un des champs de bataille européens sur lesquels fut jouée la suprématie méditerranéenne de l'Empire espagnol.
Après le déclin de la monarchie hispanique, l'Empire autrichien prend le contrôle la région, comme d'une bonne partie de l'Europe centrale. Durant les guerres révolutionnaires françaises et le Premier Empire de Napoléon Bonaparte, elle lutta pour son indépendance. Entre 1859 et 1870, la péninsule italienne fut enfin unifiée sous la houlette du royaume de Sardaigne, dans un contexte nationaliste et après une série de guerres contre l'Autriche, mais n'a pu être fait dans sa globalité.
Par la suite, l'Italie, avec les autres puissances européennes, participa à la dynamique coloniale et impérialiste en établissant son propre espace colonial en Afrique. Ses velléités territoriales sur le Vieux Continent ainsi que sa volonté de trouver sa place au sein du concert des blocs politiques et des alliances sécuritaires l’amenèrent finalement à participer à partir de 1915 à la Première Guerre mondiale au côté de la Triple-Entente. Déçue par sa « victoire mutilée » devant le refus de ses anciens alliés de la soutenir dans l'intégralité de ses revendications, elle se vit bientôt gagnée par le fascisme de Benito Mussolini et de ses partisans, qui arrivent au pouvoir en octobre 1922, avant d'instaurer un régime totalitaire à partir de 1924-1925. Son rapprochement avec l'Allemagne nazie au sein d'un axe Rome-Berlin à partir de 1936 allait la précipiter dans la Seconde Guerre mondiale en 1940. Après sa défaite militaire, la monarchie italienne (remontant au duché de Savoie) fut abolie. La république fut instaurée en juin 1946, conjuguée à une période historique de renouveau économique, politique, militaire et sportif, ainsi que de réaffirmation de l'Italie comme grande puissance mondiale.
L'Italie est un pays aux institutions démocratiques, appartenant à plusieurs des grandes organisations internationales, dont l'Union européenne.

## Préhistoire (1,5 milliond'années)

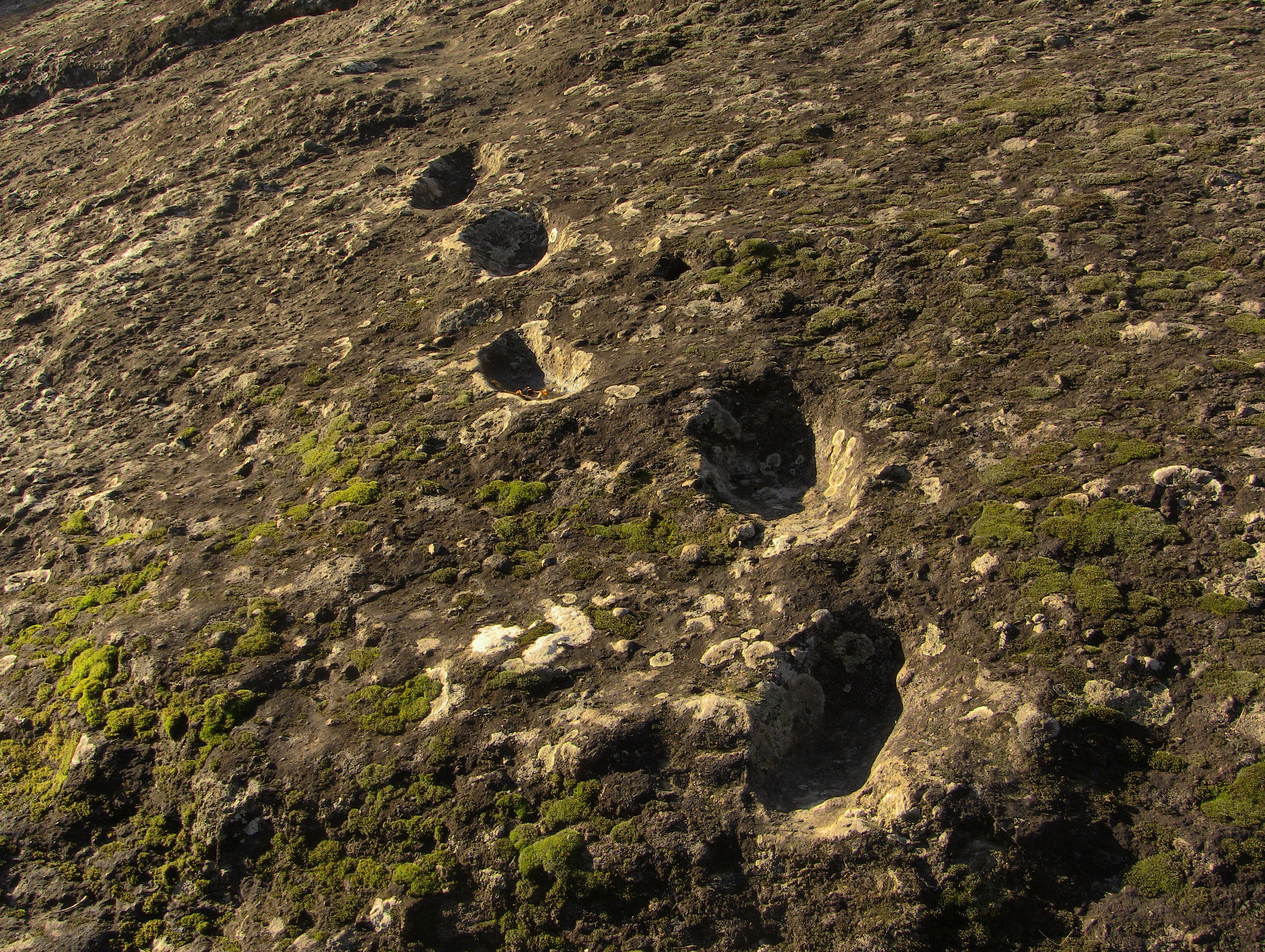
Les « Empreintes du diable (it) » sont des empreintes fossiles humaines laissées sur la lave du volcan de Roccamonfina dans la région de la Campanie. La tradition populaire a donné ce nom car seul un démon peut marcher sur la lave encore chaude. Datées de 350 000 ans, ces empreintes sont parmi les plus anciennes jamais trouvées du genre Homo.
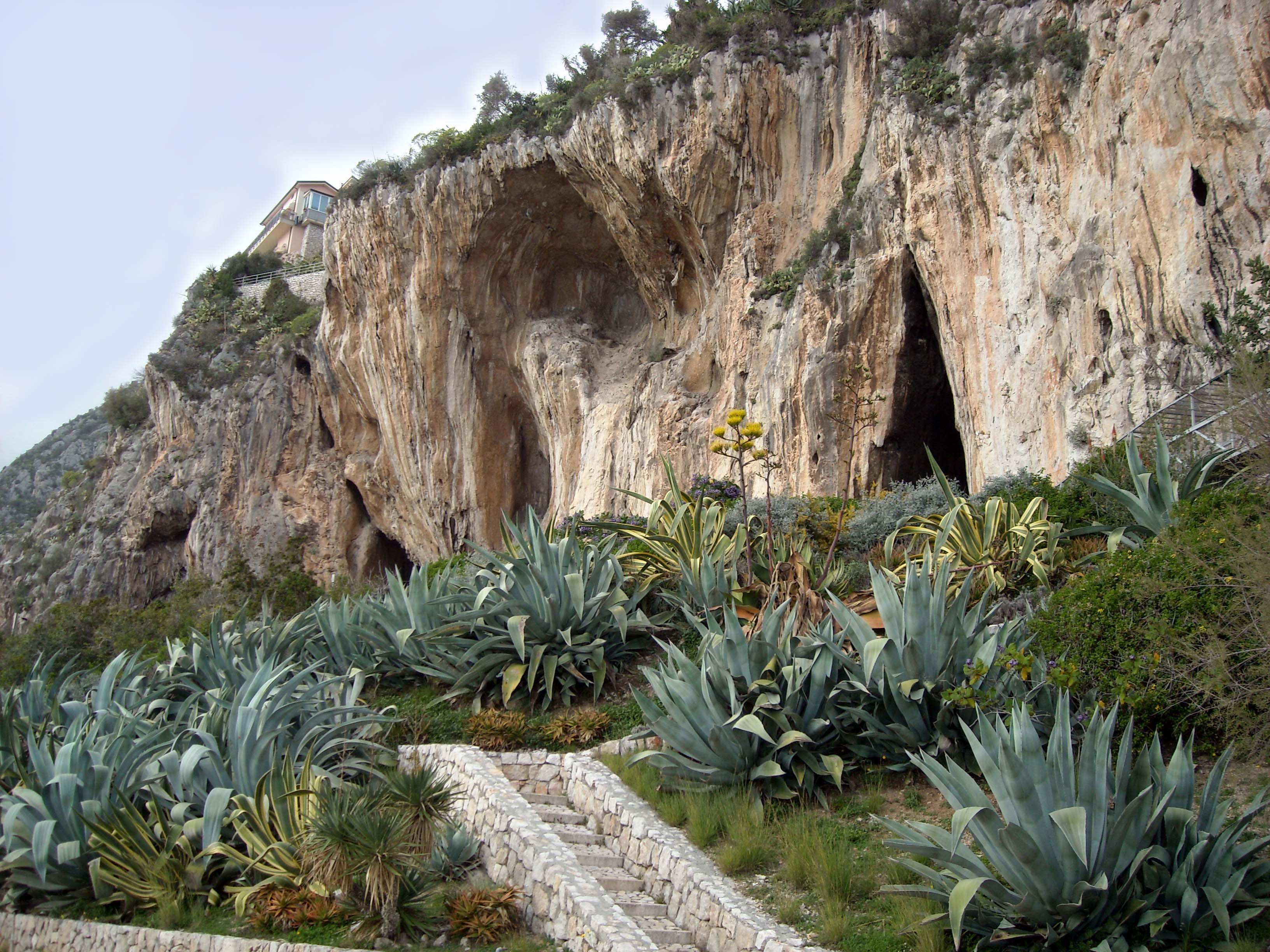
Les grottes des Balzi Rossi situées sur une falaise d'environ 100 mètres de haut montrent des traces d'occupation par l'homme depuis le Paléolithique moyen (300 000 ans) jusqu'à la fondation de la ville antique de Vintimille en Ligurie. Cela constitue la plus longue occupation humaine au monde d'un site géographique.
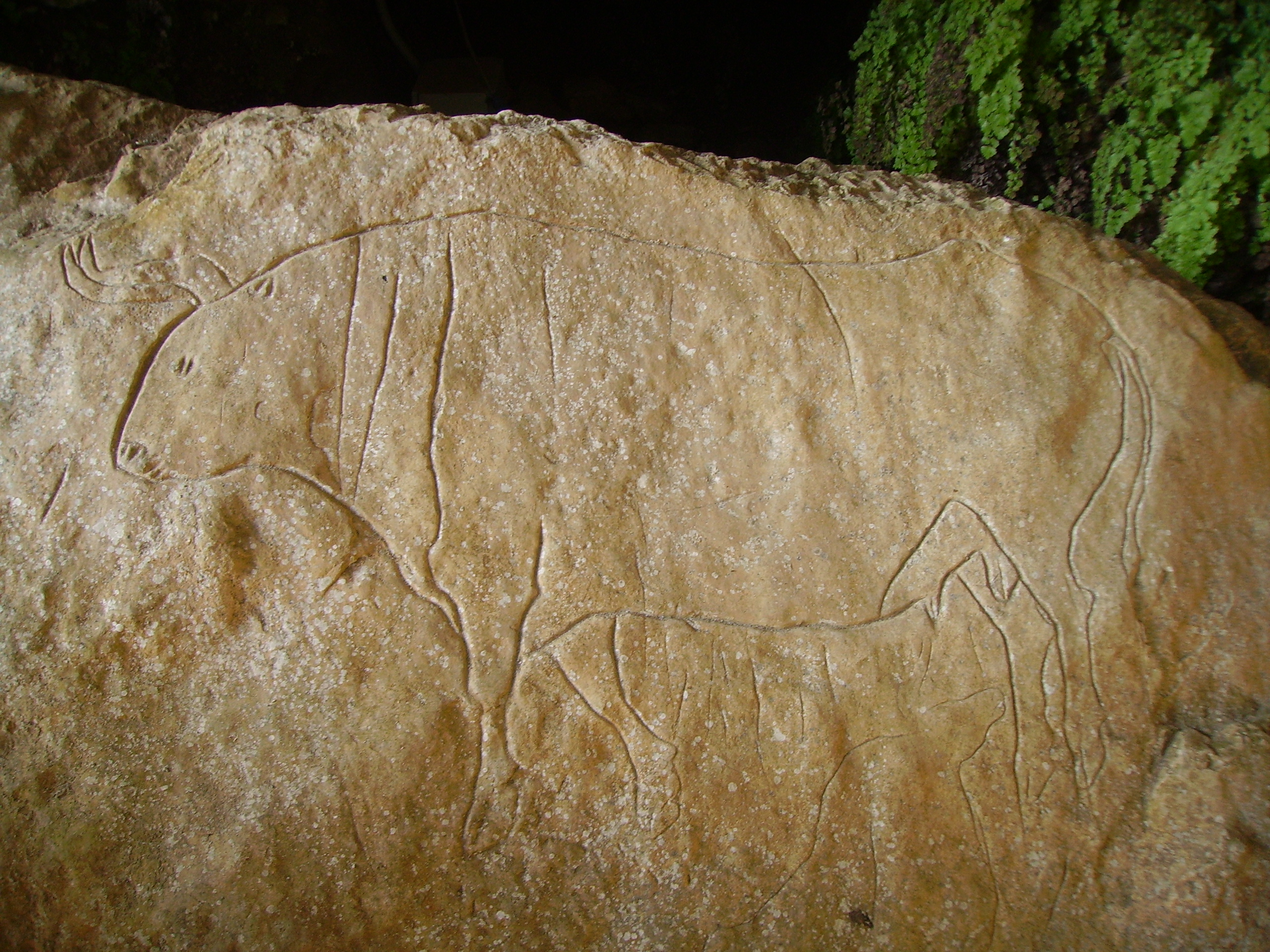
Gravure d'un taureau dans la Grotte du Romito en Calabre qui présente des traces d'occupation humaine s'étendant du Paléolithique supérieur (25 000 ans) au VIIe millénaire av. J.-C. On retrouve de grandes quantités d'obsidienne, ce qui émet l'hypothèse que la grotte était une base importante pour le commerce de l'obsidienne entre la mer Tyrrhénienne et la mer Ionienne.
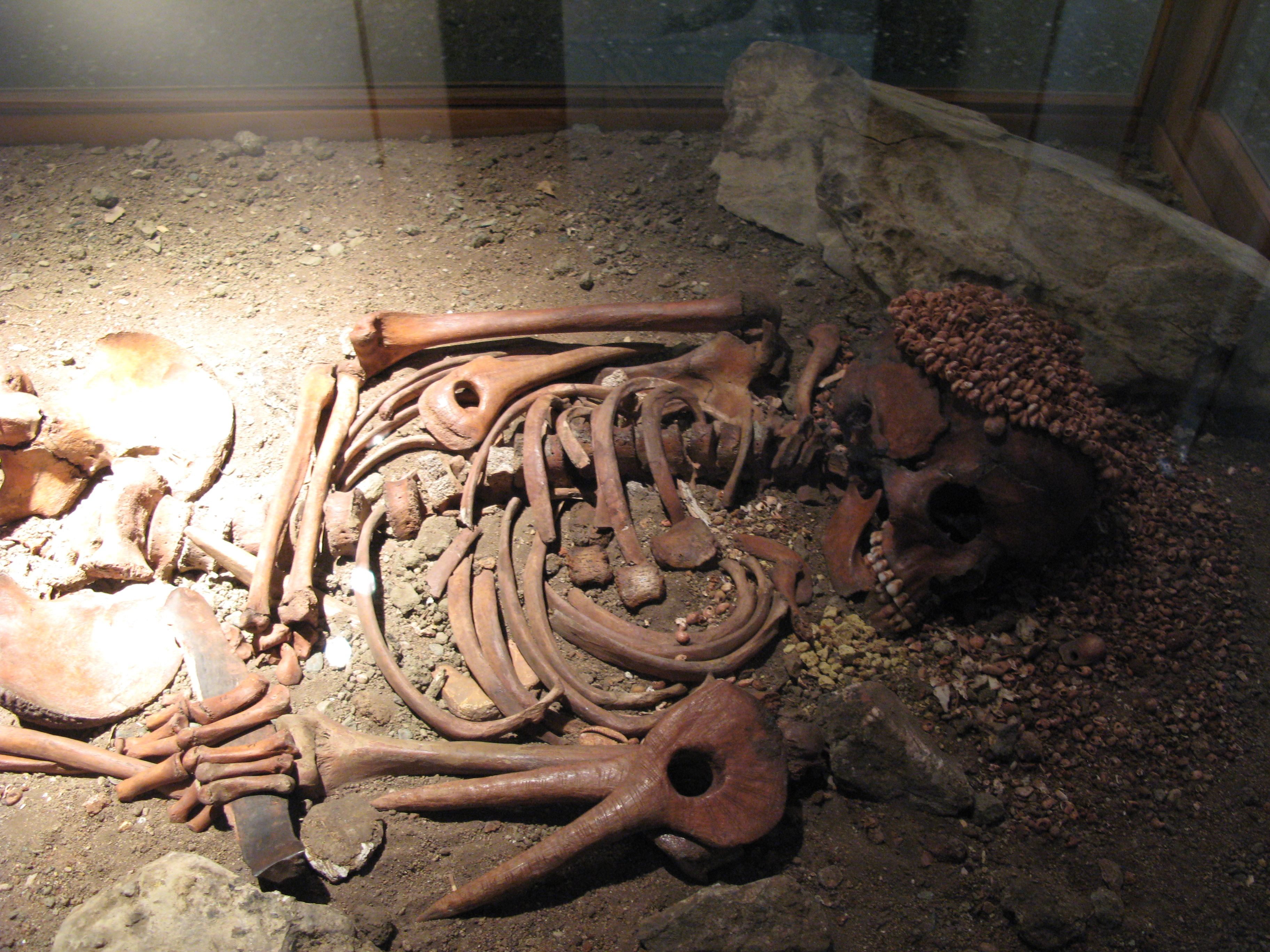
Sépulture d'un adolescent du Paléolithique supérieur (29 000 ans), ayant conduit les archéologues à le surnommer le « jeune prince ». Âgé d’une quinzaine d’années, il reposait sur le dos sur une couche d’ocre rouge à sept mètres de la surface orienté vers le Sud, il portait un couvre-chef orné de perles de coquillages et de dents de cerfs percées et des queues d’écureuil sur le thorax (région de la Ligurie).

Au temps de la dernière période glaciaire la péninsule italienne différait de sa forme actuelle. L'île d'Elbe et la Sicile étaient reliées au continent alors que la Corse et la Sardaigne formaient une seule et même île. La mer Adriatique était beaucoup plus petite et la lagune de Venise était une plaine fertile avec un climat humide.
L'Italie a été habitée au moins depuis le Paléolithique inférieur ; les outils de silex découverts dans le site de Pirro Nord dans les Pouilles montrent que les hommes étaient présents en Italie il y a plus d'1,5 million d'années. Des bifaces de l'Acheuléen ont également été retrouvés dans plusieurs régions de la péninsule.

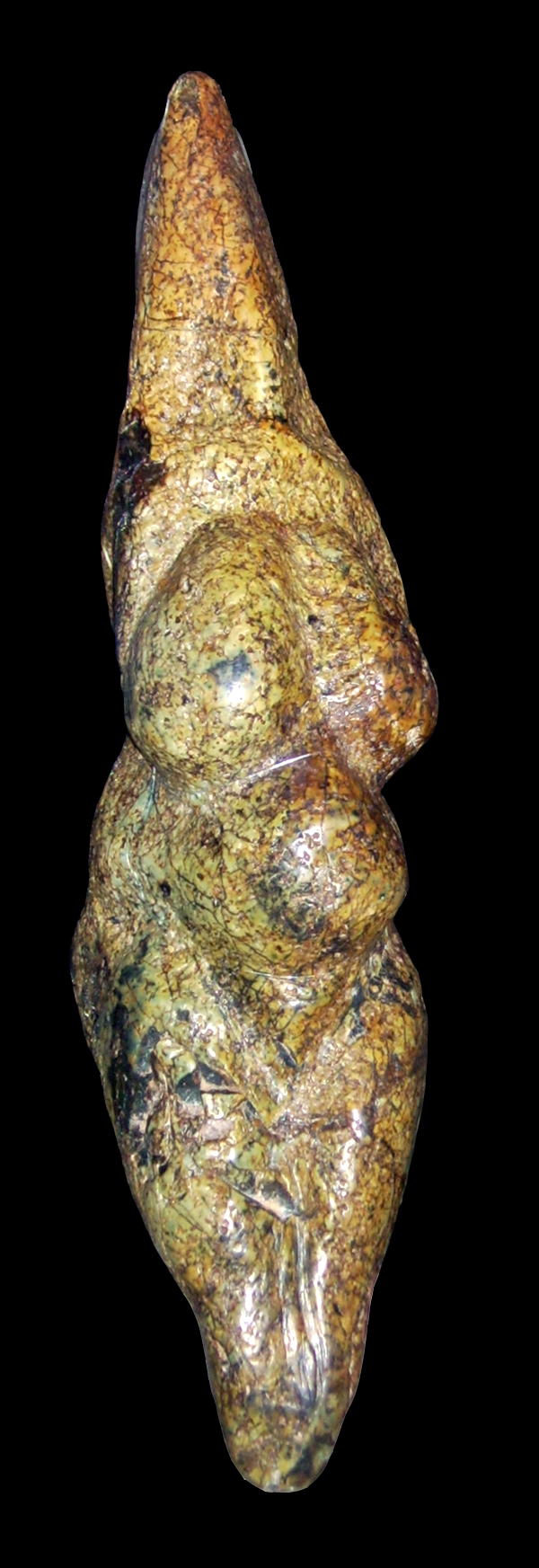
Vénus de Savignano datant de 29000 ans découverte dans la province de Modène.

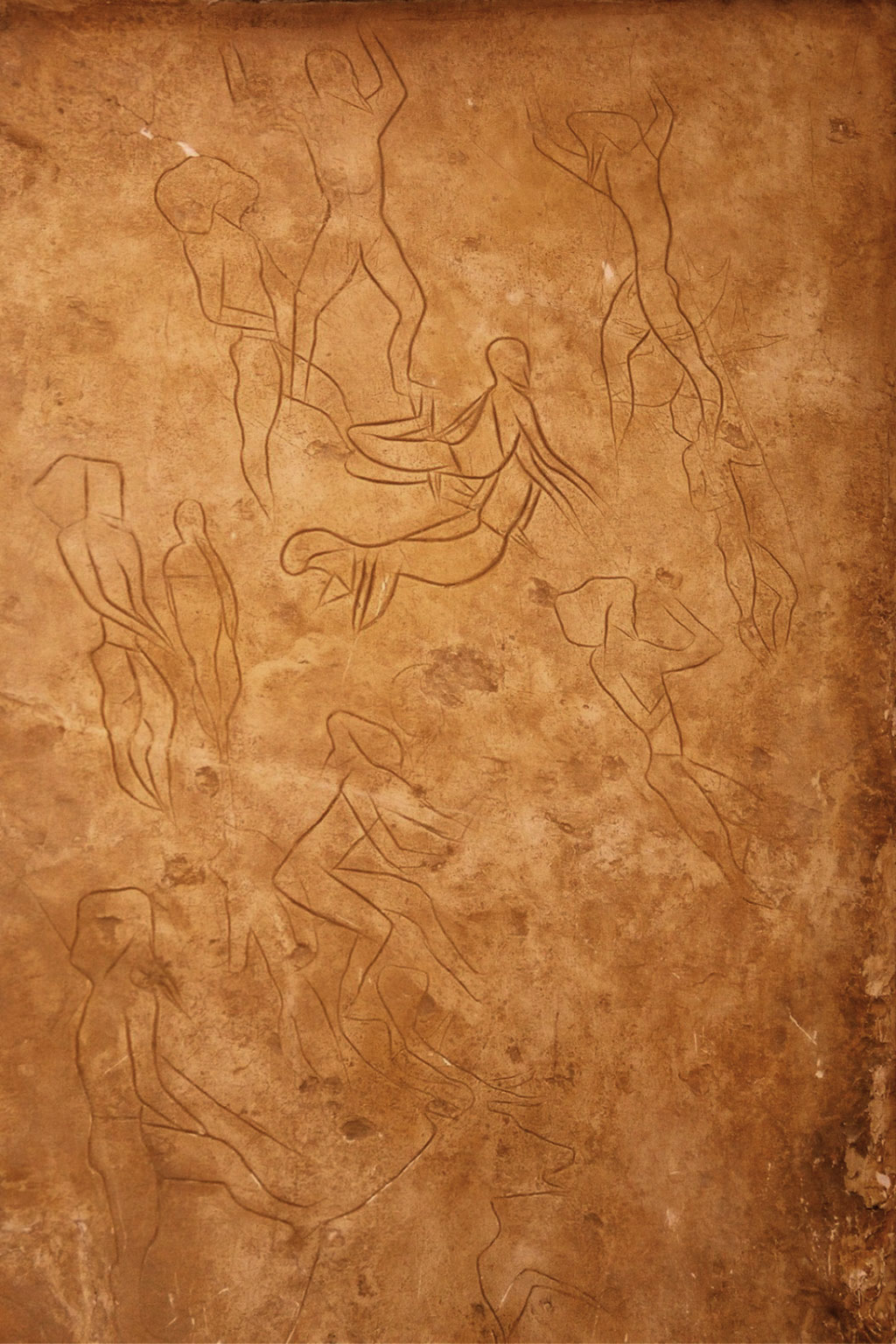
Complexe de gravures rupestres ornant les murs de la grotte d'Addaura située à 70 mètres au-dessus de la mer près de Palerme en Sicile, âgées de 18000 ans. Le nom vient de l'arabe Addaura:. الدورة al-Dawrah, «le circuit».

La présence de l'homme de Néandertal a été démontrée dans des découvertes archéologiques avec l'Homme de Saccopastore près de Rome ou encore l’Homme d'Altamura, un squelette prisonnier d'une couche de calcite provenant du ruissellement des eaux dans une grotte de la région des Pouilles où des scientifiques ont réussi à en extraire le plus vieil échantillon d’ADN de Néandertal. Il s’agit là d’un exploit, car si en moyenne la durée de vie d’une molécule d’ADN est de 100 000 ans, cet Homme d'Altamura est âgé d’au moins 250 000 ans. Giorgio Manzi et David Caramelli, respectivement professeur et professeur associé à l’université de Rome et de Florence rapportent dans leur publication que le fossile :

« représente l’un des plus extraordinaires spécimens de primates jamais découvert au Monde. »

L'Homo sapiens est arrivé pendant le Paléolithique supérieur car d'importants sites archéologiques y ont été découverts. Beaucoup de ces sites sont parmi les plus importants au monde.
Le site de mont Poggiolo en Émilie-Romagne qui date du Paléolithique, ainsi que le site d'Isernia La Pineta dans la région de Molise est l'un des sites les plus anciens où l'homme a utilisé le feu.
La grotte d'Addaura en Sicile où se trouve un complexe vaste et riche de gravures du Paléolithique supérieur, on y trouve des gravures d'hommes et d'animaux. Le site de Valcamonica en Lombardie est le plus important de la préhistoire, il laisse des traces sur une durée de 8 000 ans avec près de 140 000 œuvres et pétroglyphes.
En novembre 2011 les tests conduits à « Oxford Radiocarbon » l'unité d'accélérateur en Angleterre sur ce qu'on pensait être des dents de lait de Néandertal, qui avaient été déterrées en 1964 sur le site de la grotte de Cavallo (dans les Pouilles), ont été identifiées comme les restes d'humains modernes les plus vieux découverts en Europe, datant de 45 000 ans.
Depuis quelques années de nombreuses découvertes révolutionnent l'histoire de l'humanité et montrent le développement très avancé atteint par les populations situées dans la zone géographique italienne de la préhistoire.
Des chercheurs italiens ont démontré qu'une pierre découverte dans la grotte Paglicci (région des Pouilles) avait été utilisée comme meule pour moudre des grains d'avoine il y a 32 000 ans afin d'en faire du pain : en témoignent des restes d'amidon détectés sur la surface de l'outil en pierre ce qui en fait la plus vieille trace de préparation de pain au monde, soit 21 000 ans avant le début de l'agriculture en Mésopotamie.
L’analyse d’une molaire d’un squelette âgé de 14 000 ans, et conservé à l’université de Ferrare en Italie, prouve en effet que celle-ci a été forée de façon méthodique à l’aide d’un outil en silex extrêmement dur et fin comme une microgravette, coupant et prélevant dans la cavité. Le fait que les bords en émail du forage soient polis et arrondis montre que le patient a survécu et très bien cicatrisé après l'opération. Cette précision des soins révèle la connaissance atteinte par les hommes en Italie à cette période. Ce qui constitue la plus ancienne intervention chirurgicale dentaire jamais décrite à ce jour. C’est en utilisant un microscope électronique à balayage que les chercheurs ont fait cette découverte sur cette mâchoire mise au jour en 1988 dans un des abris sous-roche de Ripari Villabruna, dans le Val du Cismòn, au cœur des Dolomites (Vénétie).

## Protohistoire (Xemillénaire av. J.-C.)

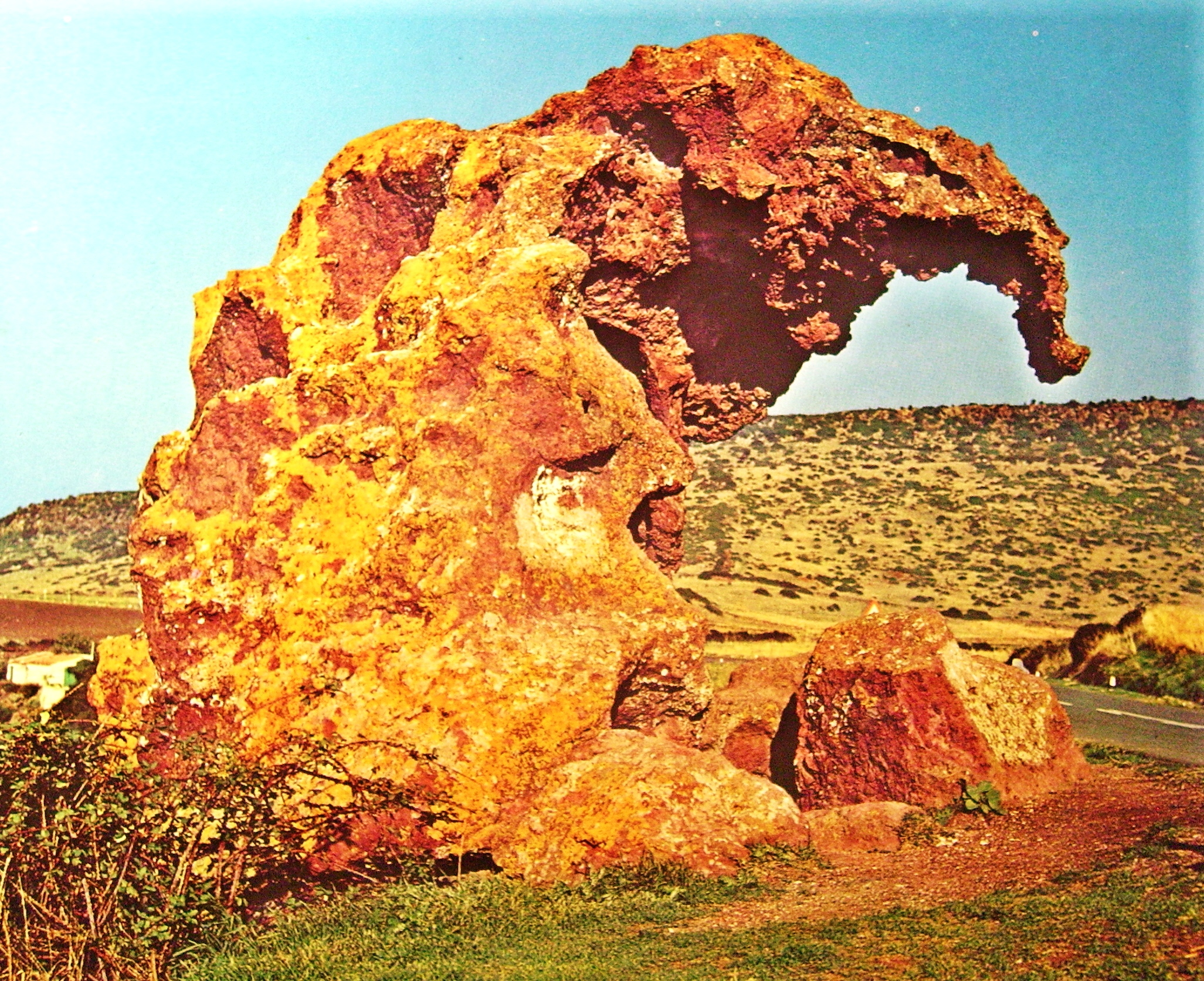
Rocher de l'éléphant, sculpture prénuragique haute de 4 mètres et fortement érodée par les éléments. Elle est située dans la ville de Castelsardo en Sardaigne. L'éléphant disparait de Sardaigne à la fin de la période glaciaire soit 10 500 av. J.-C..
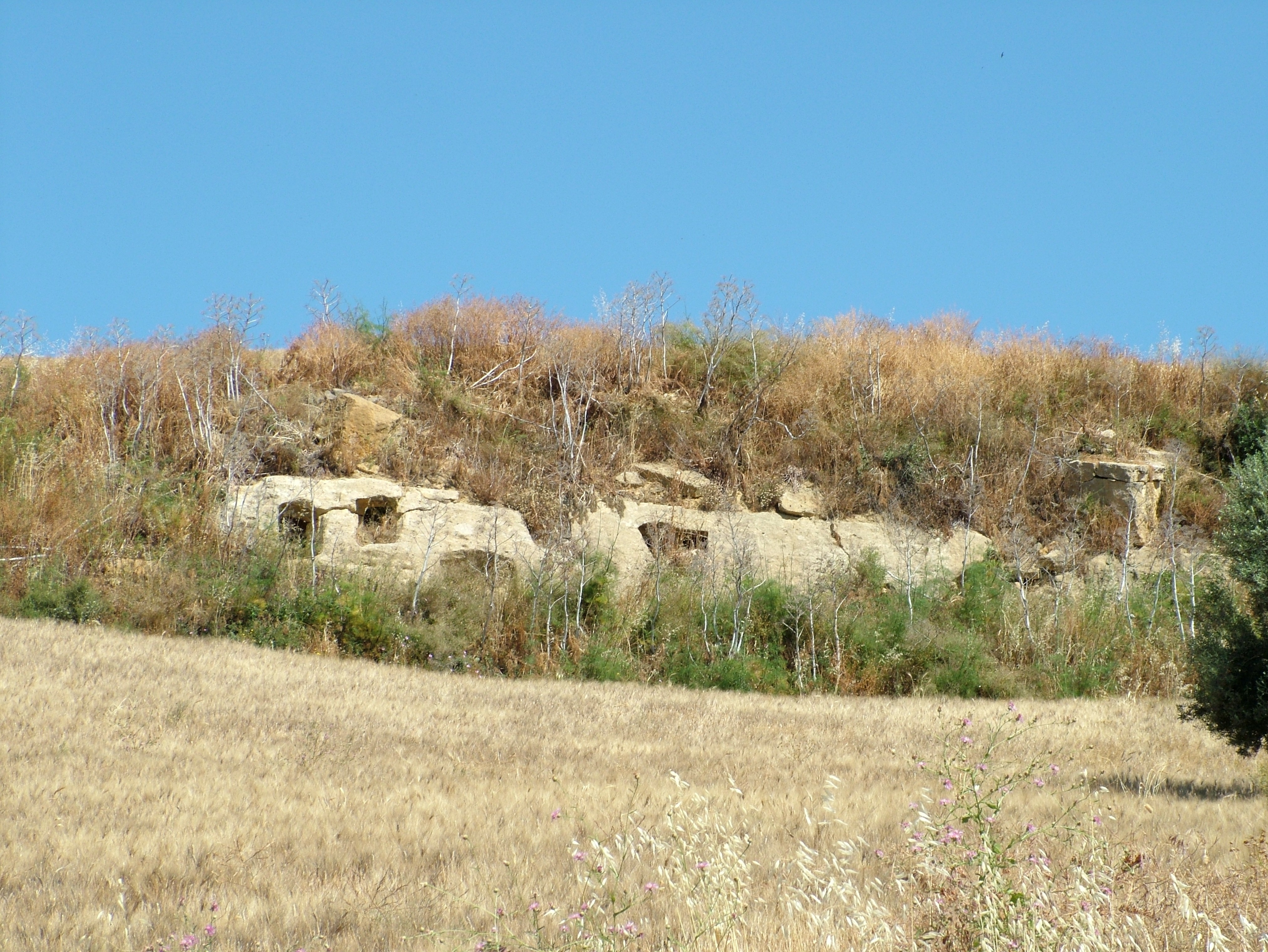
Tombeaux en hypogées datant de l'âge du bronze, découverts dans le parc archéologique de Sabucina près de la ville multimillénaire de Caltanissetta en Sicile. La ville de Caltanissetta laisse des traces d'occupation humaine depuis le IVe millénaire av. J.-C.
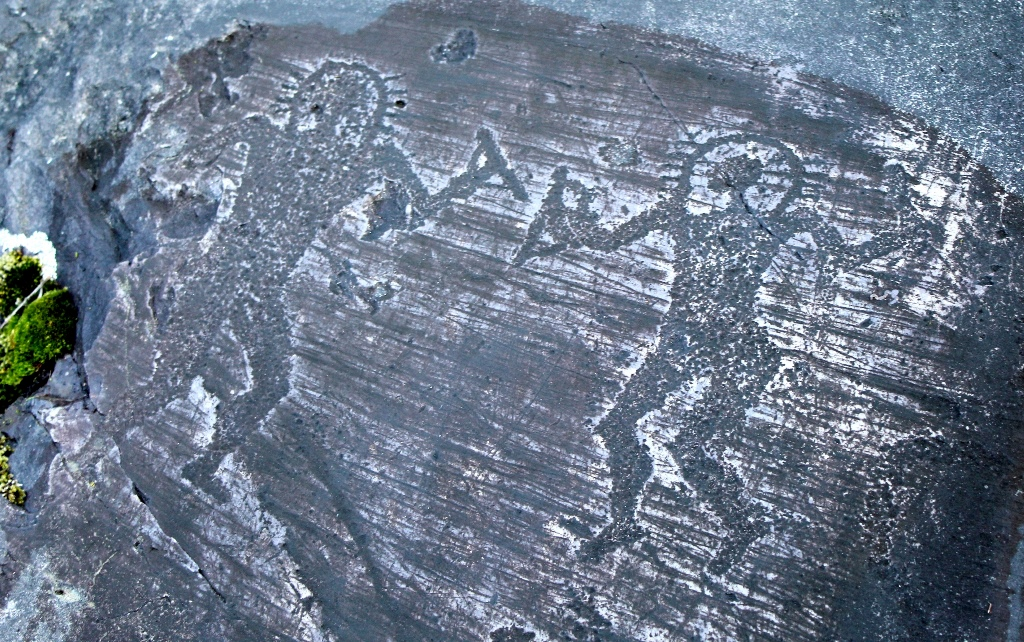
Art rupestre du Valcamonica dans la région de la Lombardie concentre le plus grand ensemble de pétroglyphes préhistoriques du monde datant du Xe millénaire av. J.-C.
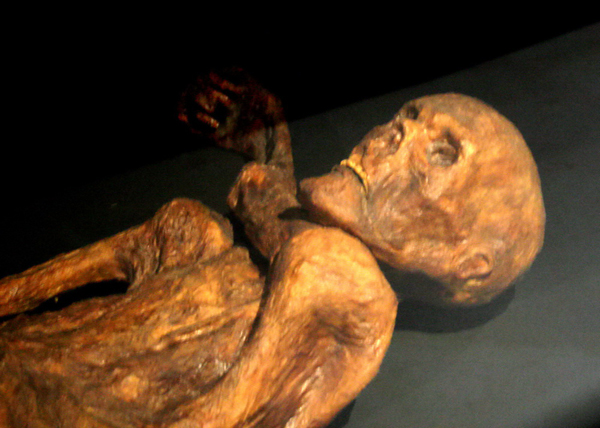
Ötzi la plus ancienne momie du monde découverte dans le sud des Alpes (région du Trentin-Haut-Adige) avec un équipement extrêmement sophistiqué pour cette époque. On retrouvera notamment sur lui un ingénieux système permettant de transporter des braises pendant plusieurs heures en haute montagne. 3 500 av. J.-C..

On peut faire commencer la Protohistoire à différentes époques suivant les critères considérés mais son début en Italie est généralement associé à la fin de la période glaciaire et elle comporte quatre périodes. La première débute avec le Mésolithique qui commence à la fin de la période glaciaire aux alentours de 10 500 av. J.-C. et finit avec la révolution néolithique vers le VIIe millénaire av. J.-C. qui est la seconde partie de cette Protohistoire. Arrive ensuite la troisième partie qui démarre avec la découverte du métal et le travail du cuivre au début du IVe millénaire av. J.-C., c'est l'Âge du cuivre. La dernière partie est l'Âge du bronze, un alliage de cuivre et d'étain qui commence lui à la fin du IIIe millénaire av. J.-C. et finit avec l'âge du fer qui débute vers le XIIe siècle av. J.-C., une période dans laquelle commencent à apparaître les premiers documents écrits.

### Mésolithique

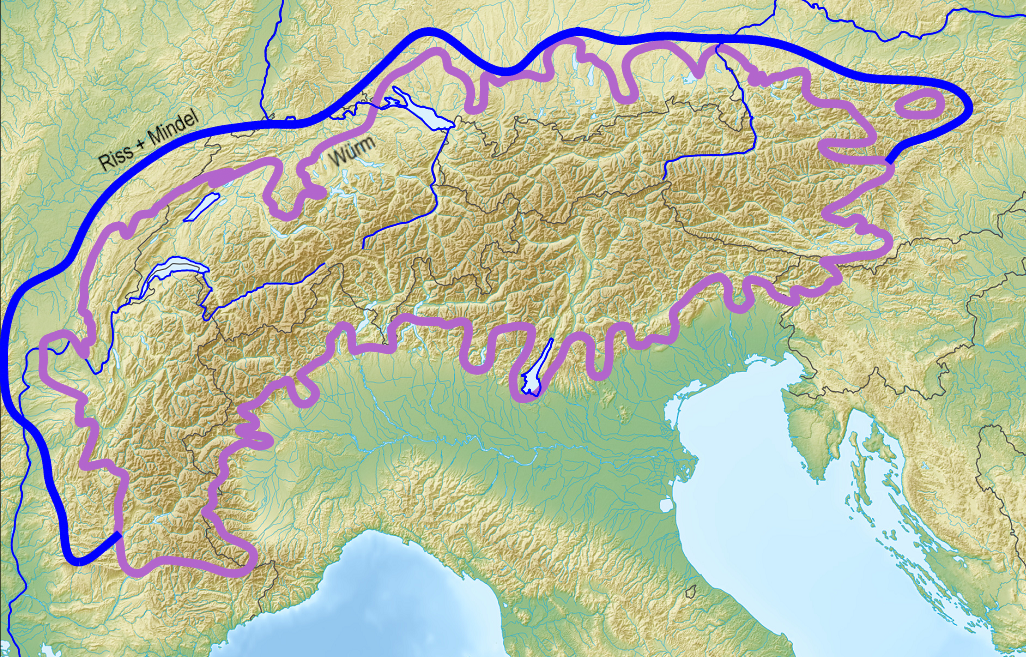
Glaciers alpins rendant les Alpes infranchissables et coupant l'Italie du reste de l'Europe. Extension maximale de la glaciation de Riss (en bleu) et de la glaciation de Würm (en violet).

Le Mésolithique correspond à un brusque changement climatique et donc à un bouleversement des modes de vie des populations en Italie (région géographique). Ce réchauffement a pour conséquence la fin de la période glaciaire, provoque la disparition de la plupart des grands animaux migrateurs et permet l'apparition et l'expansion des herbivores forestiers ce qui entraîne de profondes modifications de la faune et de la flore ainsi que la montée considérable du niveau de la mer. Les distances à parcourir pour trouver de la nourriture diminuent, le troc et les échanges d'idées entre les peuples italiques semblent s'accentuer et la technologie semble progresser et se diffuser rapidement. Des techniques sophistiquées de traitement de la pierre se développent et se généralisent, comme la production des microlithes, dans laquelle des éclats de silex attachés aux poignées en bois ou d'os sont utilisées pour fabriquer des outils pour la chasse et la récolte des plantes ainsi que de petits segments de lamelles de formes géométriques destinés à armer l'extrémité des projectiles notamment des flèches, ce qui améliore la performance des armes de jet et surtout des arcs. Cela provoque des changements significatifs dans la composition des proies, et la population augmente considérablement. C'est également à cette période que l'on constate la sédentarisation de certaines populations retrouvées dans des sites en Italie comme avec les Sassi de Matera, qui fait de Matera la plus ancienne cité au monde. L'Italie (région géographique) à l'époque glaciaire était simplement séparée de l'Afrique du nord par un petit détroit aujourd'hui plus important (détroit de Sicile) et restait isolée culturellement du reste de l'Europe à cause des glaciers dans les Alpes et s'ouvre donc sur celle-ci avec la fonte de ces glaciers.

### Révolution néolithique

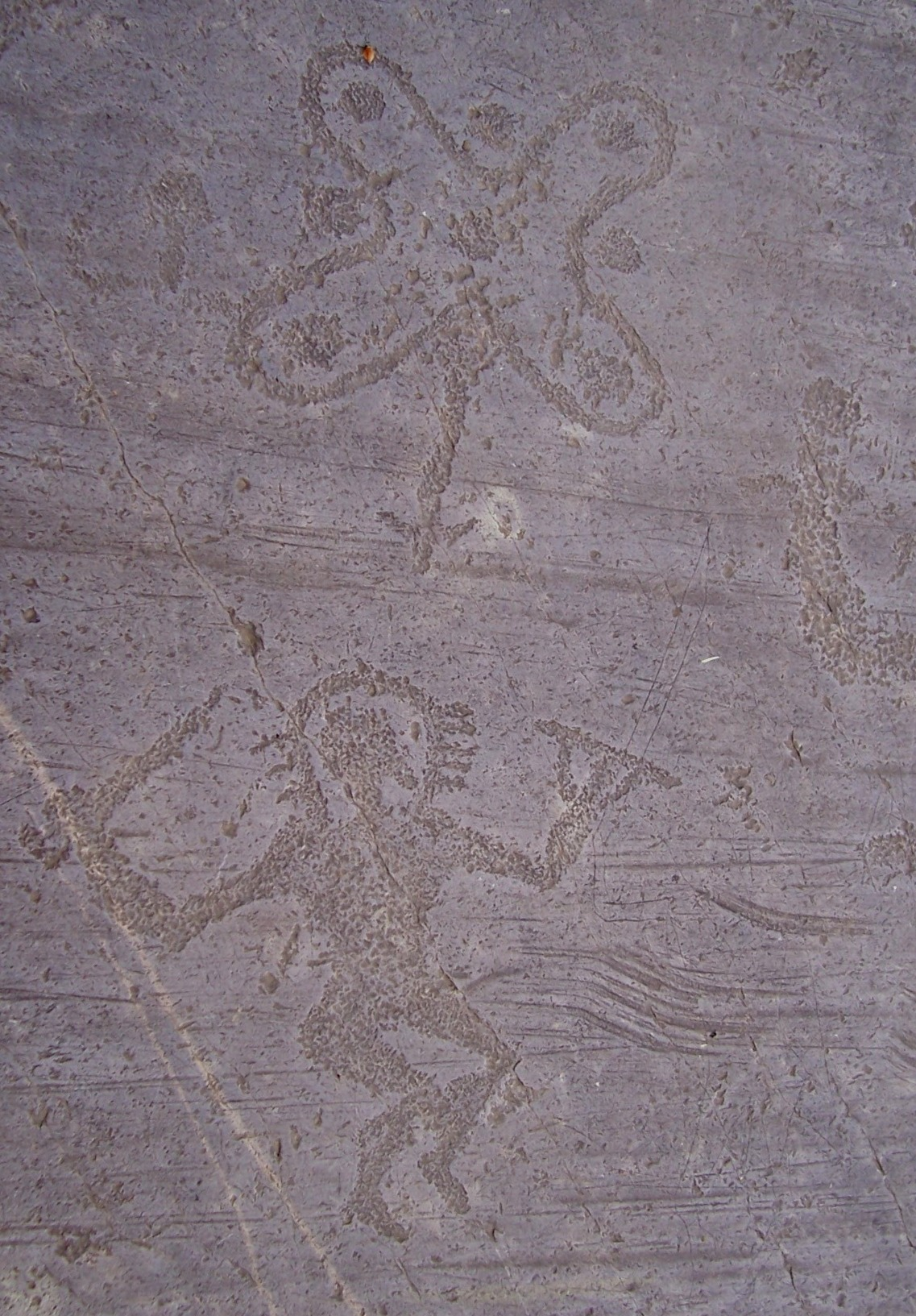
Gravure rupestre très répandue dans le Valcamonica représentant la rose camunienne avec une étrange représentation humaine, (région de la Lombardie).

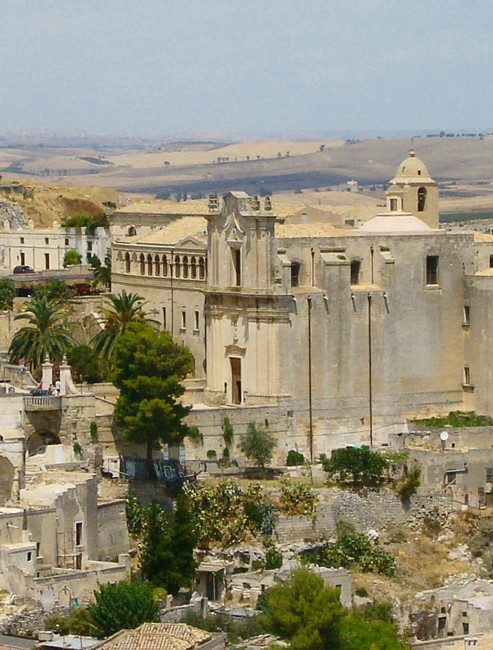
Matera la plus ancienne ville au monde toujours habitée avec ses maisons troglodytiques et ses grottes creusées dans la montagne qui date du Paléolithique, (région de la Basilicate).

La révolution néolithique est apportée par des populations habitant le bassin égéen et la région orientale de Marmara. Ces premiers agriculteurs européens, comme pour tout le Sud de l'Europe, ont suivi le courant méditerranéen de diffusion du néolithique. La modélisation géographique et chronologique des implantations en Italie a plutôt mis en évidence que les premiers agriculteurs occupaient des régions apparemment inhabitées, soutenant un modèle de « no man’s land », c'est-à-dire de lieux où la présence des chasseurs-cueilleurs néolithiques n'est pas attestée à ce moment-là. À partir de 6000-5900 av. J.-C., la culture de la céramique imprimée apparaît dans des sites proches des côtes en Italie du sud et en Sicile et dans le sud de la Dalmatie,.
Durant la période de la culture de la céramique cardiale (VIIe millénaire av. J.-C.) apparaissent les premières sociétés hiérarchiques organisées en chefferies. La révolution néolithique a eu des conséquences profondes non seulement sur la nutrition humaine, mais aussi sur la structure sociale des communautés préhistoriques. En Italie (région géographique) ces sociétés ont radicalement modifié leur environnement naturel par le biais de la culture vivrière spécialisée (par exemple avec l'irrigation et la déforestation) qui a permis un vaste surplus de production alimentaire. L'introduction de l'agriculture avec les premières cultures de céréales (blé, orge) et la domestication des animaux qui commence (moutons, chèvres, bovins) ont conduit à la hausse des communautés sédentaires et à la création de villages et de villes. L'augmentation de la densité de la population a à son tour conduit à la division du travail et progressivement à la structuration de la société et l'émergence de formes d'administrations politiques plus complexes, ainsi que le développement du commerce sur de longues distances notamment avec le commerce de l'obsidienne. L'Italie (région géographique) par sa position au centre de la Méditerranée est un carrefour entre l'Europe, l'Afrique et le Proche-Orient. Les populations y migrent et commercent, ce qui permet un développement social, culturel et artisanal très rapide. On constate des influences de Méditerranée orientale, plus précisément de Syrie probablement à la suite d'une importante migration de population de cette région.[réf. nécessaire]

### Âge du cuivre

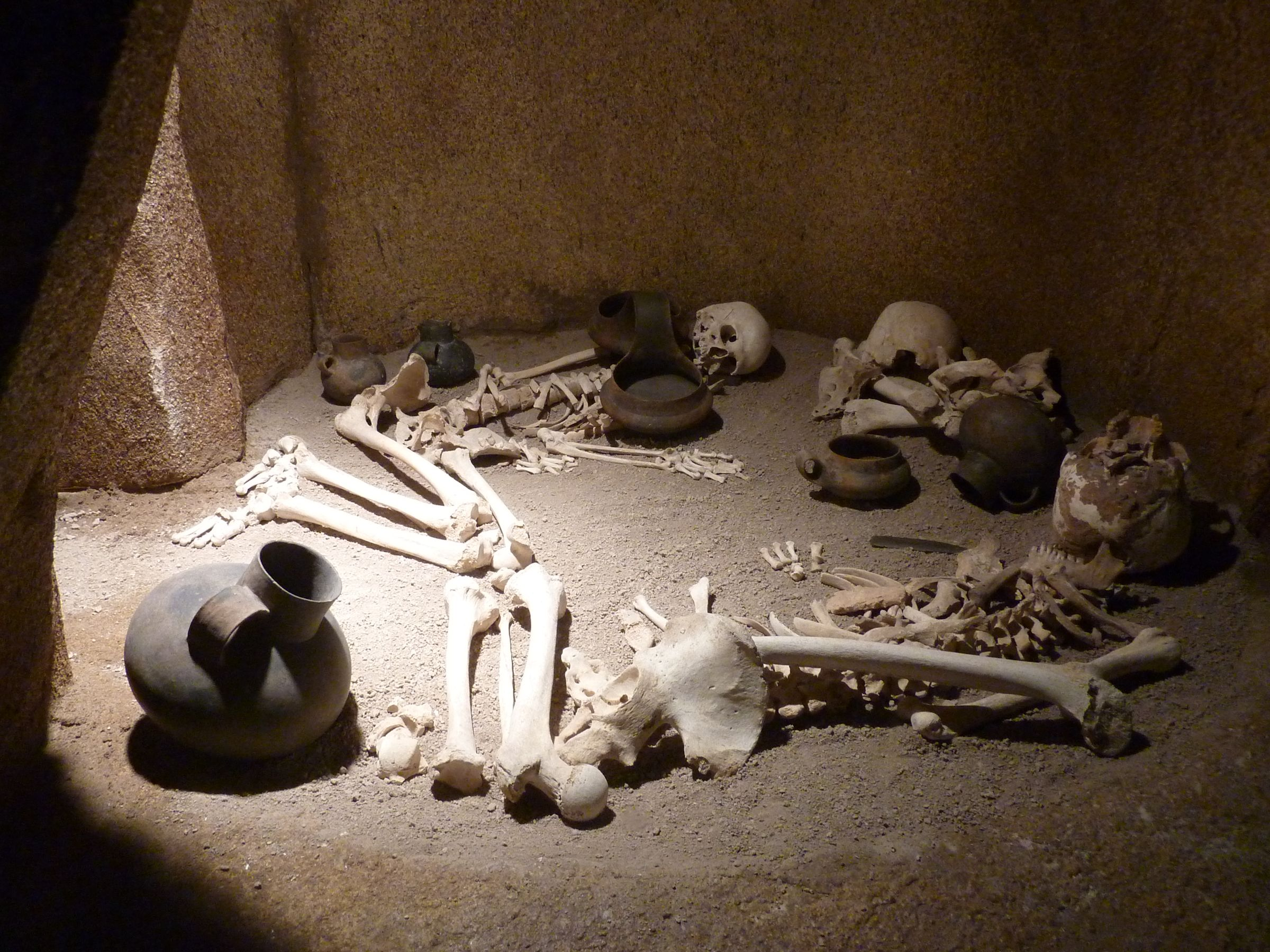
Reconstitution d'un tombeau creusé à même la roche de la culture Gaudo du, composé d'un puits d'accès avec antichambre et de deux chambres funéraires ovales avec des plafonds voûtés. Les corps étaient recouverts d'ocre rouge et retrouvés avec de nombreuses flèches, lances et couteaux en silex et de cuivre. Musée archéologique national de Paestum en Campanie.

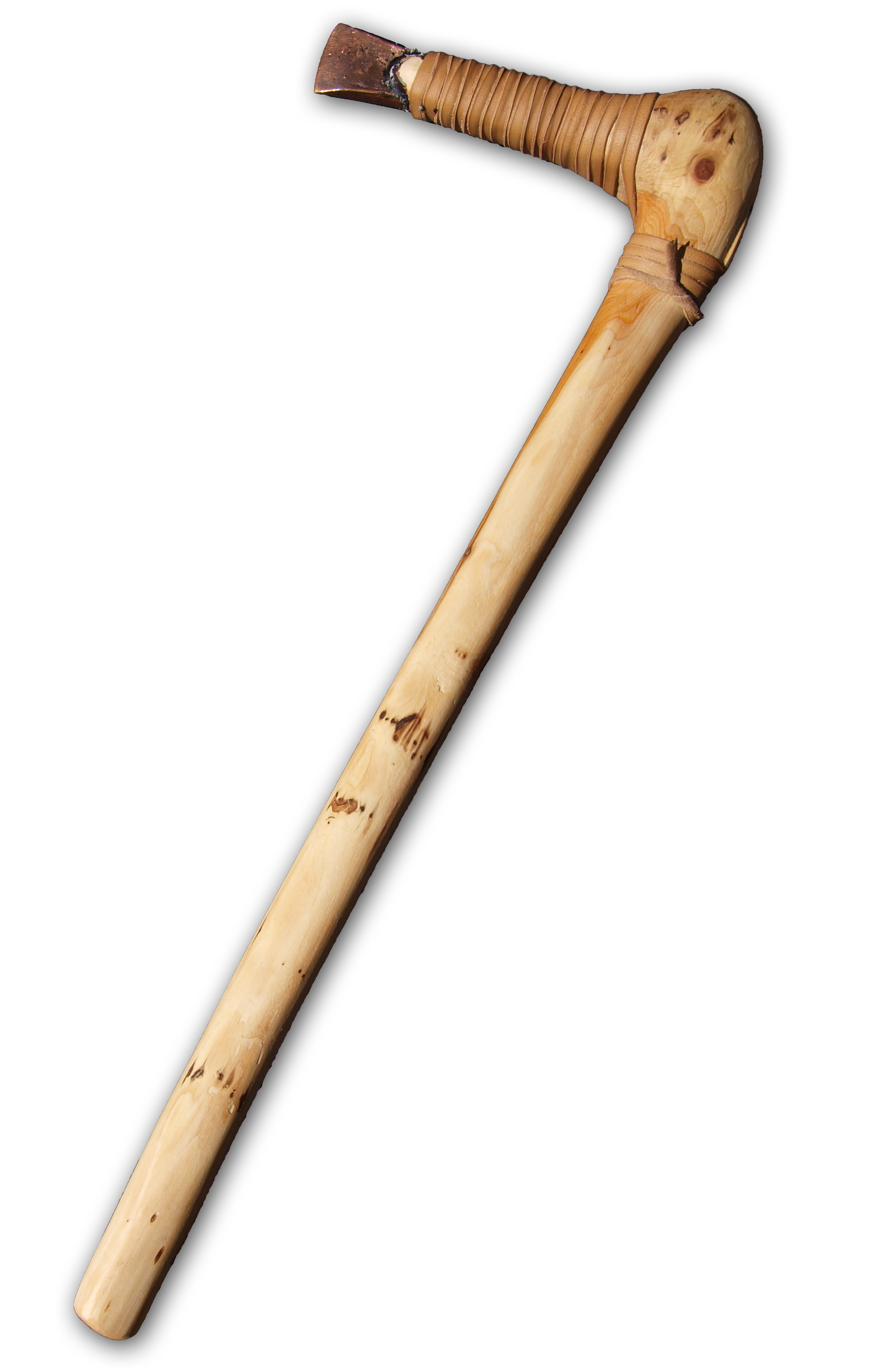
Reconstitution de la hache de guerre en cuivre. La lame en cuivre d'une grande pureté est fixée à un manche en bois d’if à l’aide de goudron et de lanière de cuir. Elle est retrouvée sur Otzi et datée de 3 500 av. J.-C..

L'Âge du cuivre arrive probablement d'Asie mineure via les Balkans vers le début du IVe millénaire av. J.-C. On constate l’apparition de poignards en cuivre ainsi que des lames de haches en cuivre comme celle retrouvée sur la momie d'Ötzi qui démontre que l'utilisation du cuivre en Italie (région géographique) était déjà répandue et qu'il était travaillé avec grande précision en 3 500 av. J.-C..
Le cuivre commence à être extrait à partir du milieu du IVe millénaire av. J.-C. à Cosenza en Calabre, mais c'est en Ligurie que l'on a retrouvé les plus anciennes mines de cuivre du bassin méditerranéen occidental avec les mines de Libiola et de Monte Loreto datées de 3 700 av. J.-C.. L'exploitation du cuivre demande une certaine organisation avec l'extraction du métal, la fabrication de fours chauffant à plus de 1 000 °C et un travail minutieux pour la fabrication d'armes et d'outils. Cela reste une denrée convoitée modifiant la société des populations italiques dont la hiérarchie est basée sur la production métallurgique qui favorise l'accumulation de richesses et de puissance pour déboucher sur le début des guerres de convoitises et le contrôle des routes commerciales. Le commerce semble avoir été intensifié, se référant aux produits prestigieux retrouvés en Italie tels le cuivre ou l'obsidienne. La guerre paraît se répandre car les villages sont de plus en plus fortifiés.
Cependant l'utilisation du cuivre semble avoir coexisté pendant une longue période avec celle de la pierre comme on peut constater avec les statues de pierre et les stèles anthropomorphes trouvées en grands nombres en Italie (région géographique) (Italie du Nord, péninsule italienne, et insulaire avec la Corse, la Sardaigne et la Sicile) en plus des gravures rupestres trouvées dans les Alpes rhétiques (Valtellina, Valcamonica, Province autonome de Bolzano) ainsi qu'en Ligurie.
On sait relativement peu de choses sur ces anciens peuples italiques hormis qu'ils ne sont probablement pas d'origine indo-européenne, et qu'ils ont été assimilés très tôt par les cultures subséquentes. C'est également vers cette période que commence la culture précoce de l'olivier en Sicile ainsi que dans la péninsule qui fait désormais partie du paysage italien pour en tirer son huile, qui devient un produit indispensable dans la culture de ce pays pour des millénaires.

### Âge du bronze

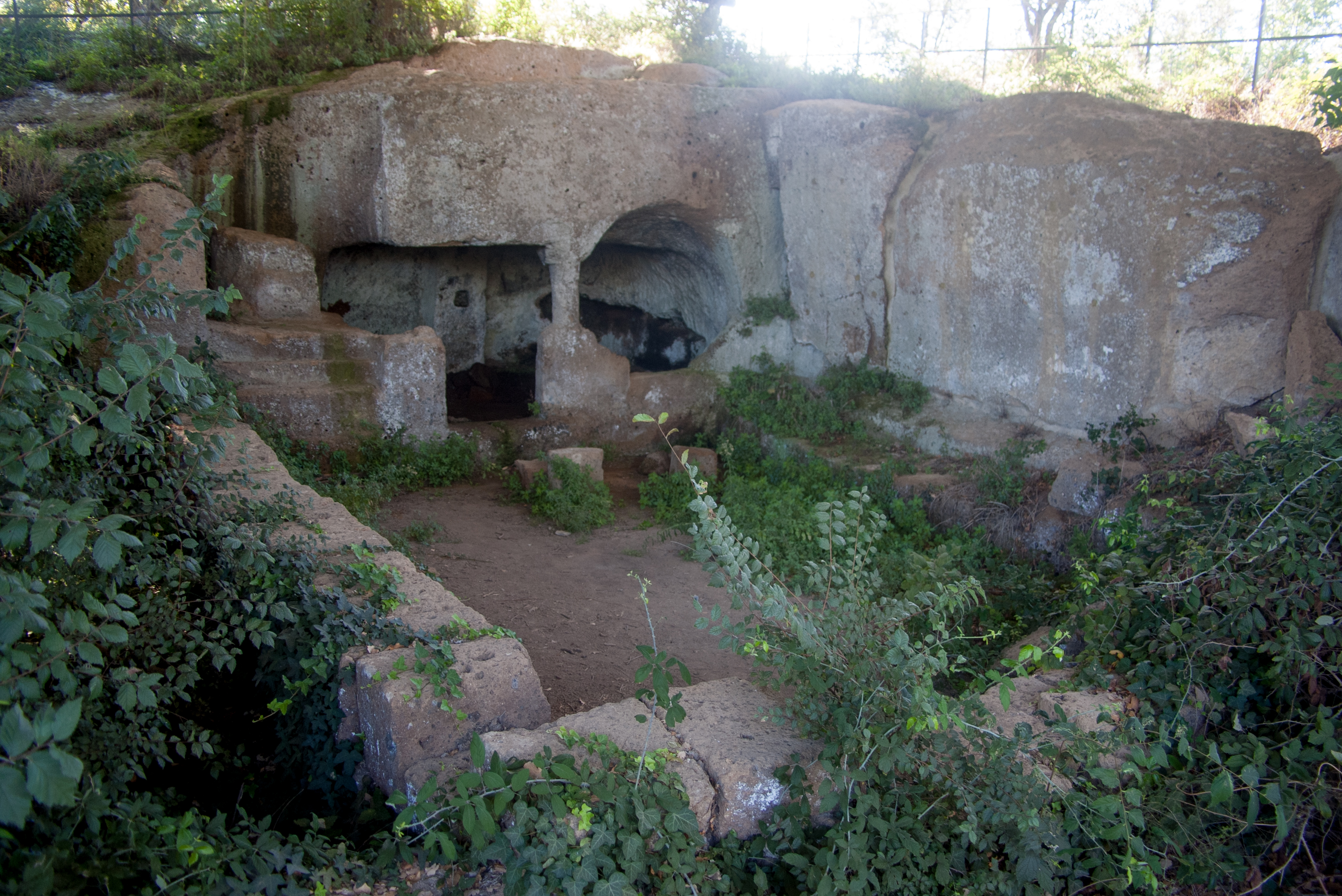
Ville mégalithique de Luni sul Mignone dans la région du Latium datant de l'âge du bronze et habitée jusqu'au Moyen Âge.

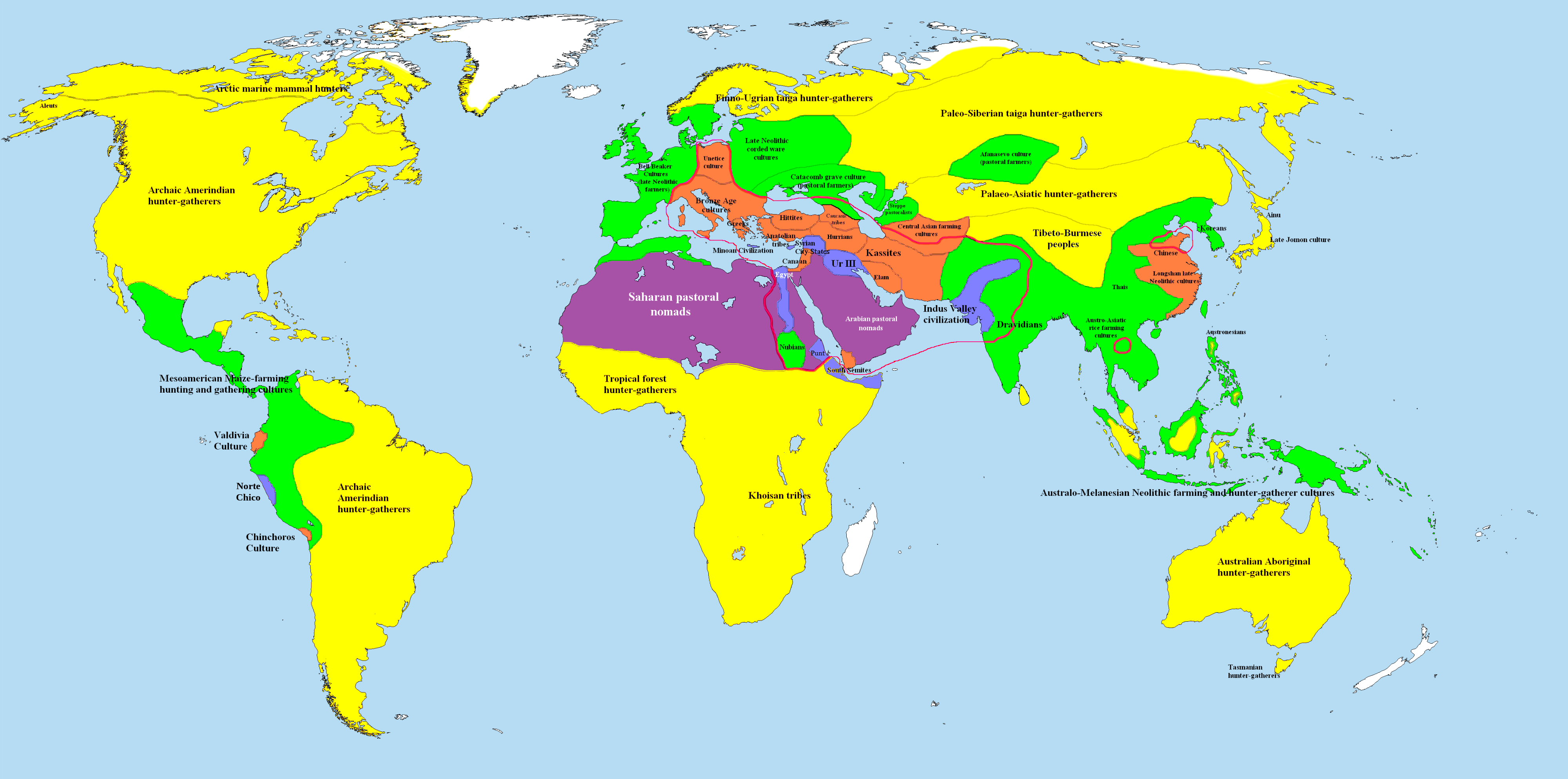
Le monde en 2000 av. J.-C. avec à l’intérieur des lignes rouges, les régions du monde entrées dans l'âge du bronze. En bleu et orange les « États » et sociétés hiérarchisés ; En vert les agriculteurs sédentaires et semi nomades isolés ; En violet les éleveurs nomades ; En jaune les chasseurs cueilleurs.

L'âge du bronze débute vers 2300 av. J.-C. en Italie (région géographique) arrivant du Proche Orient par le Sud de l'Italie.
L'âge du bronze en Italie (région géographique) peut être divisée en trois phases : l'Âge du Bronze ancien de 2300 à 1750 av. J.-C., l'Âge du Bronze moyen de 1750 à 1350 av. J.-C., et l'Âge du Bronze final de 1350 à 1150 av. J.-C.. On peut également ajouter l'Âge du bronze tardif de 1150 à 950 av. J.-C. chevauchant une partie de l'âge du fer. À l'aube de l'âge du bronze, d'importants centres urbains émergent dans la péninsule comme Laterza dans les Pouilles ou Poggiomarino en Campanie qui est l'une des plus grandes métropoles du bronze ancien, construite sur un réseau d'îles artificielles, découverte dans les années 2000. Les récentes découvertes archéologiques montrent que la plupart de ces villes qui grandissent à l'âge du bronze étaient en fait déjà d'importants carrefours de routes commerciales à l'Âge du cuivre. En Italie, le bronze devient rapidement l'élément le plus commun dans les régions centrales (Italie centrale) et septentrionales (Italie du Nord) et son commerce explose. L'émergence de colonies fortifiées et l'invention de l'épée à cette époque sont souvent interprétés comme une indication d'une augmentation des affrontements guerriers. Le commerce du bronze est également très répandu dans les îles principales, en Sardaigne avec d'innombrables fortifications, à Malte, en Corse avec le village fortifié de Cucuruzzu, en Sicile avec les villes fortifiées de Thapsos et Cassibile, ou bien dans l'île de Lipari avec les cités de Capo Graziano et Capo Milazzese. On constate un phénomène progressif de la fortification des villages côtiers. Ce faciès supplémentaire semble s'être déplacé de la Sardaigne sur le pourtour de la mer Tyrrhénienne. Cette mer parait être le centre d'un commerce considérable reliant la péninsule Ibérique au Proche Orient en passant par la mer Egée. Les lingots de bronze sont utilisés comme moyen de paiement, cet alliage a également provoqué un changement dans les relations commerciales avec le nouvel engouement pour l'étain et engendre par la même occasion la diffusion des idées culturelles en plus des marchandises. Cela provoque la création d'une constellation politique et économique en Italie (région géographique). Les peuples italiques développent des connaissances en agriculture et en navigation très en avance sur leur temps. Ces sociétés précoces donnent naissance à de véritables centres urbains spécialisés et dirigés en cités-États qui deviennent les premiers royaumes dans la péninsule. C'est aussi en cette période d'âge du bronze qu'apparaît la culture de la vigne en Italie dont la renommée de son vin traverse la méditerranée ou bien plus tard les Grecs accostant dans le Sud de l’Italie surnomment cette terre riche en vignobles « Œnotria », (la terre du vin).

### Aires culturelles
La présence des Apennins qui traversent la Péninsule italienne provoque la formation de différentes aires culturelles en Italie (région géographique). La première est la partie Tyrrhénienne qui correspond au pourtour de cette mer (Ouest de la péninsule, Corse, Sardaigne et la Sicile), la seconde est sur le contour de la mer Adriatique (Est de la péninsule, Golfe de Venise, Istrie, Côte Dalmate) et enfin la dernière au Nord de l'Italie limitée par l'arc alpin (plaine du Po et la Ligurie) qui donnent différents faciès culturels qui se sont succédé avec quelques chevauchements tels l'utilisation de l'ocre rouge dans les tombes ou l'adoration de la déesse mère et d'un dieu taureau. On peut ajouter plus tard la partie Ionienne correspondant aux bordures de cette mer à l'extrême Sud de l'Italie.
Dans la partie de la mer Tyrrhénienne c'est en Sardaigne que l'évolution se fait essentiellement, l'exploitation des gisements d'obsidienne du Monte Arci ainsi que son exportation ont conduit au développement précoce des cultures néolithiques de l'île qui forment l'une des civilisations les plus évoluées au monde, introduit probablement avec la culture de la céramique imprimée venant des côtes centrale de la péninsule (l'actuel Toscane) au début du VIIe millénaire av. J.-C.
Dans le Nord de l'Italie c'est la Culture des Vases à Bouche carrée qui se développe à partir de la Ligurie pour se répandre dans toute la Plaine du Pô à l'intérieur de l'arc alpin au VIe millénaire av. J.-C. La culture des Ligures semble dominer et laisse paraître des indices d'une société aux rapports très belliqueux voire d'une culture guerrière exceptionnelle pour cette époque avec les découvertes de nombreux objets funéraires liés à la guerre, des armes datant du IVe millénaire av. J.-C. et plus tard de nombreuses gravures rupestres représentant des épées et Poignards. La culture de Polada apporte un changement culturel notable dans la plaine du Pô durant l'Âge du bronze.
La partie correspondant à la mer adriatique voit plutôt deux grandes zones d'influences avec au Sud dans les Pouilles, les Messapes où plusieurs constructions mégalithiques de l'époque néolithique sont répertoriées surtout dans le Salento à l'extrême Sud des Pouilles. Dans le site archéologique de Passo di Corvo, près de Foggia, est découvert une ville de l'époque néolithique parmi les plus importantes et les plus âgées d'Europe datée du VIe millénaire av. J.-C. Les Messapes sont les plus influents dans la culture de cette région, et les récentes découvertes dans les sites tels qu'Egnazia ou encore Roca Vecchia laissent des traces d'immenses villes fortifiées datant du XVe siècle av. J.-C.
Au Nord, ce sont les Vénètes contrôlant le Golfe de Venise, l'Istrie, et la Côte Dalmate qui dominent cette partie de l'adriatique. Les Vénètes sont fortement impliqués dans le grand circuit commercial reliant la côte de la mer Baltique à la mer adriatique avec la route de l'ambre.

## Peuples italiques
Les sources historiques les plus certaines sur la période archaïque précédant la fondation de Rome sont celles relatives à la Grande-Grèce, qui traite des établissements grecs dans le sud de la péninsule italienne entre les VIIIe siècle av. J.-C. et VIIe siècle av. J.-C.
Les données sur les autres peuples italiques, sont en revanche assez fragmentaires. Les Étrusques, qui sont censés provenir d'Asie mineure mais qui sont sans doute un peuple métissé aux autochtones, se sont installés sur le versant tyrrhénien de l'Italie centrale vers 800 av. J.-C., créant un royaume puissant et évolué qui s'étendait de la plaine du Pô au Midi. Au IVe siècle av. J.-C., le Nord fut envahi par des peuples celtes. Les Celtes étaient déjà présents sur le territoire italien au moins depuis le XIIIe siècle av. J.-C., avec la culture proto-celtique connue sous le nom de Canegrate, du nom de la localité homonyme située près de Milan, qui serait ensuite fusionnée avec les habitants de la Ligurie, les Ligures, pour donner vie à la culture mixte ultérieure de Golasecca (IXe siècle av. J.-C. - IVe siècle av. J.-C.). Le Sud voit le développement des Samnites, qui s'établirent en Campanie. D'autres populations se sont développées dans le centre et sur la côte Adriatique, dont les Osques, les Picènes et les Dauniens. Dans le secteur du Latium, les Latins et les Sabins furent les précurseurs de la civilisation de Rome.

## Rome et la civilisation latine (VIIIesiècleav. J.-C.)

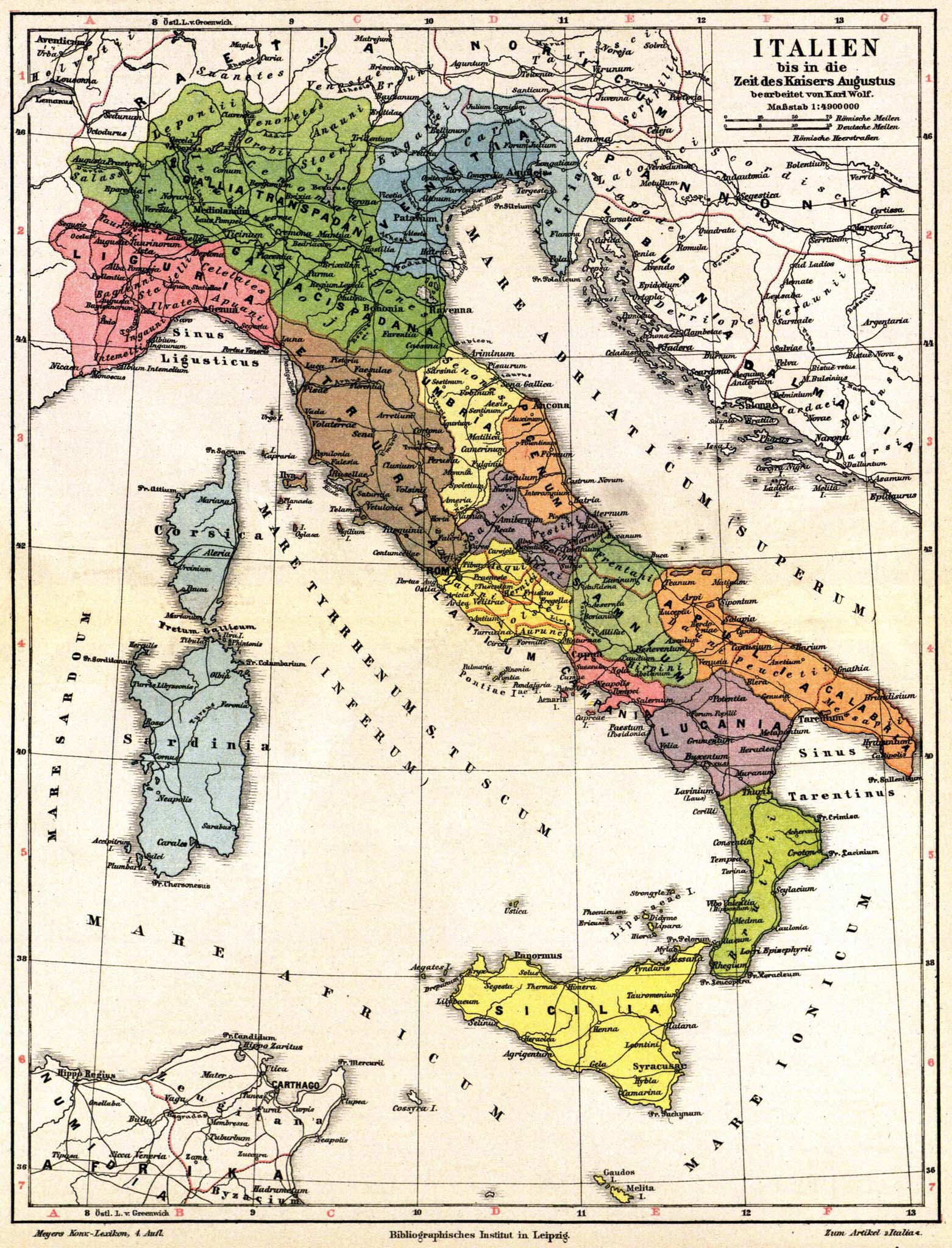
L'Italie et ses régions à l'époque de l'Empire romain au

L'empire romain au III.

La fondation de Rome est due, selon la mythologie romaine, à Romulus et Rémus au milieu du VIIIe siècle av. J.-C. Rome est née en plein cœur du territoire des Latins et devient le fer de lance de leur civilisation. Rome connaît une première phase d'expansion sous le gouvernement des rois de Rome, qui sont également les fondateurs symboliques de nombreuses institutions romaines. Au VIe siècle av. J.-C. Rome devient une république et commence le processus de l'unification de la péninsule. Après la victoire de Rome contre Carthage lors de la première guerre punique, les principales îles de la mer Méditerranée occidentale passent également sous le contrôle de Rome. Les deuxième et troisième guerres puniques lui assurent le contrôle de tout le pourtour du bassin occidental de la Méditerranée.
Au Ier siècle av. J.-C., Rome domine tout le bassin méditerranéen, mais à la suite de conflits internes, la République se transforme en Empire. Le gouvernement des territoires contrôlés par Rome se caractérise par l'assimilation des conquis à la nation romaine par un processus progressif et structuré, favorisé par la réalisation de grandes infrastructures. Les romains exportent la civilisation latine sur l'ensemble du bassin méditerranéen et sur trois continents, l'Afrique, l'Europe et l'Asie. Ils construisent de nombreuses villes, routes, ponts, aqueducs, thermes et temples amenant également l'écriture qui fait basculer l'Europe et la majeure partie de l'Afrique du Nord dans l'histoire. Ils apportent avec eux la culture du théâtre, la philosophie, la musique, leur cuisine (vins, saucissons, fromages) ainsi que les institutions romaines qui s'enracinent durablement.
À la fin du IVe siècle, l’Empire est confronté à une importante crise économique et sociale, et commence au même moment le début d'une longue série d'migrations « barbares » avec les Wisigoths, les Huns les Vandales et les Ostrogoths. Sous le coup de ces arrivées, l'Empire se divisa en Empire romain d'Occident, qui s'effondre rapidement, et en Empire romain d’Orient (ou Empire byzantin), qui résiste encore un millénaire.

## Moyen Âge

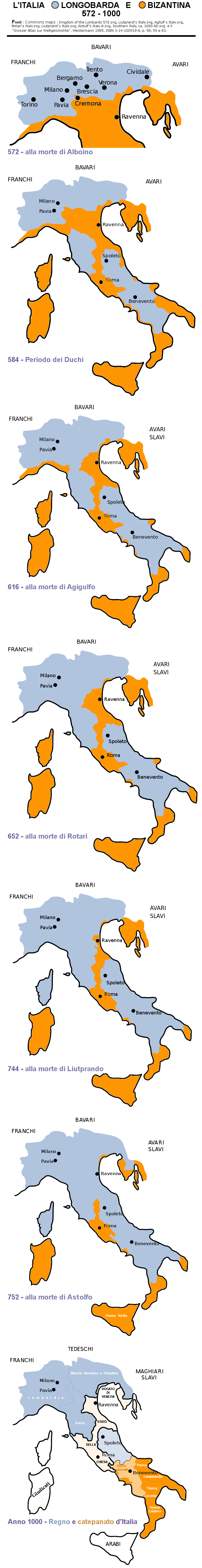
En orange l'évolution de l'Italie lombardo-byzantine.

Après la perte de son unité politique, du fait de la disparition de l'Empire romain au Ve siècle, la péninsule voit la poursuite des migrations et des luttes internes, qui atteignent leur paroxysme avec la conquête du pays par les Ostrogoths (493-553). En 535, avec Justinien, commence la reconquête de la péninsule italienne par l'Empire romain d'Orient, qui se termine seulement en 553 par la bataille du Mont Lactarius. Avec les migrations lombardes qui se produisent dès 568, l'Italie est par la suite divisée en deux grandes zones d'influence, une byzantine et l'autre lombarde. Dans la deuxième moitié du VIIIe siècle, Charlemagne annexe le royaume Lombard d'Italie et, avec le soutien du pape, réduit de manière importante l'Italie byzantine, qui se maintient néanmoins dans le sud de la péninsule jusqu'au XIe siècle. À cette époque, l'Italie est déjà fragmentée en de nombreux petits États, souvent en lutte entre eux ou en guerre contre les puissances étrangères aux vues expansionnistes. Certains sont des monarchies de divers rangs, mais bien d'autres sont des républiques citadines marchandes, et s'y ajoute dans le centre de l'Italie le pouvoir temporel des États de l'Église.
La culture latine  se perpétue par les langues italo-romanes et par l'Église romaine, notamment à travers le monachisme. La papauté est capable de s'opposer à de nouvelles invasions, comme celle des Lombards au nord ou des Arabes au sud, et à l'influence des autres puissances européennes, comme celle des Francs, de l’Empire byzantin et du Saint-Empire romain germanique. Le christianisme permet aux deux modes de vie de coexister, celui latino-roman des populations italiennes et celui germanique des nouveaux arrivés. Les siècles suivants permettent de trouver un équilibre qui mène à des sommets de culture et de spiritualité. Innovations technologiques et foisonnement des universités sont vecteurs non seulement de diffusion mais de recherche du savoir. La culture n'a pas disparu même pendant les siècles les plus obscurs : l'influence byzantine et arabe, le patrimoine des monastères clunisiens puis cisterciens ont concouru à sa conservation. Les monastères médiévaux s'emploient à garder le savoir de tout type, de la littérature polythéiste des classiques grecs et latins, aux textes scientifiques arabes ou de philosophie gréco-romaine, mathématique et médecine. C'est aussi grâce à la clairvoyance des moines médiévaux qu'a pu éclore, plus tard, le Quattrocento.

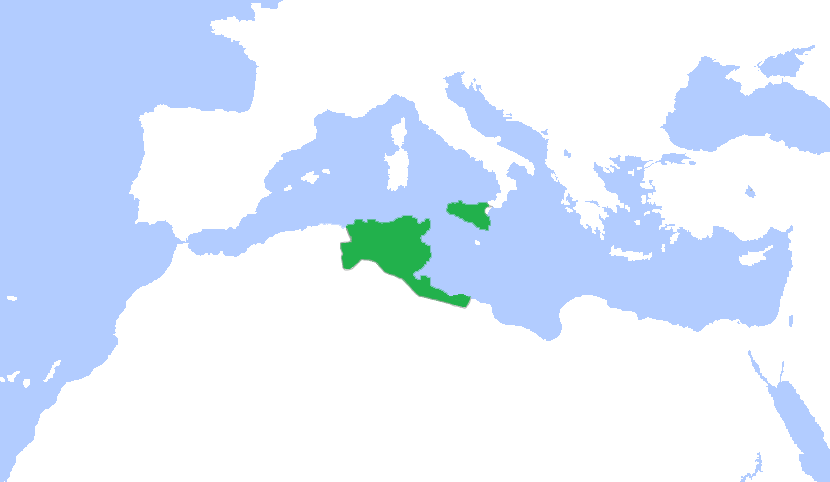
L'Émirat de Sicile au IXe siècle.

Dans le Sud, au XIe siècle, l'invasion des Normands qui remplace l'émirat de Sicile réussit à créer un royaume moderne, efficace et fortement centralisé grâce à un étroit contrôle du territoire qui passe aux dynasties des Angevins et des Aragonais à partir du XIIIe siècle. Au centre nord de l'Italie, on assiste à une disparition progressive de la féodalité et à l'émergence de villes libres et républiques dès le Xe siècle, qui acquièrent leurs indépendances, comme la république de Pise, la république de Gênes et par la suite la république de Raguse. Beaucoup d'autres indépendances naissent comme Amalfi ou encore Ancône, qui se détache, à la fin du XIIe siècle de l'influence du Saint-Empire romain germanique, pour former la république d'Ancône, une république maritime à l'intérieur de la marche d'Ancône. La reine des républiques maritimes qui s'affirme en première puissance économique et militaire du bassin méditerranéen est la république de Venise dite la Sérénissime,qui elle se détache de l'influence de l'Empire byzantin.

## Du bas Moyen Âge à la Renaissance

Drapeau représentant le lion ailé de saint Marc de la sérénissime, république de Venise.

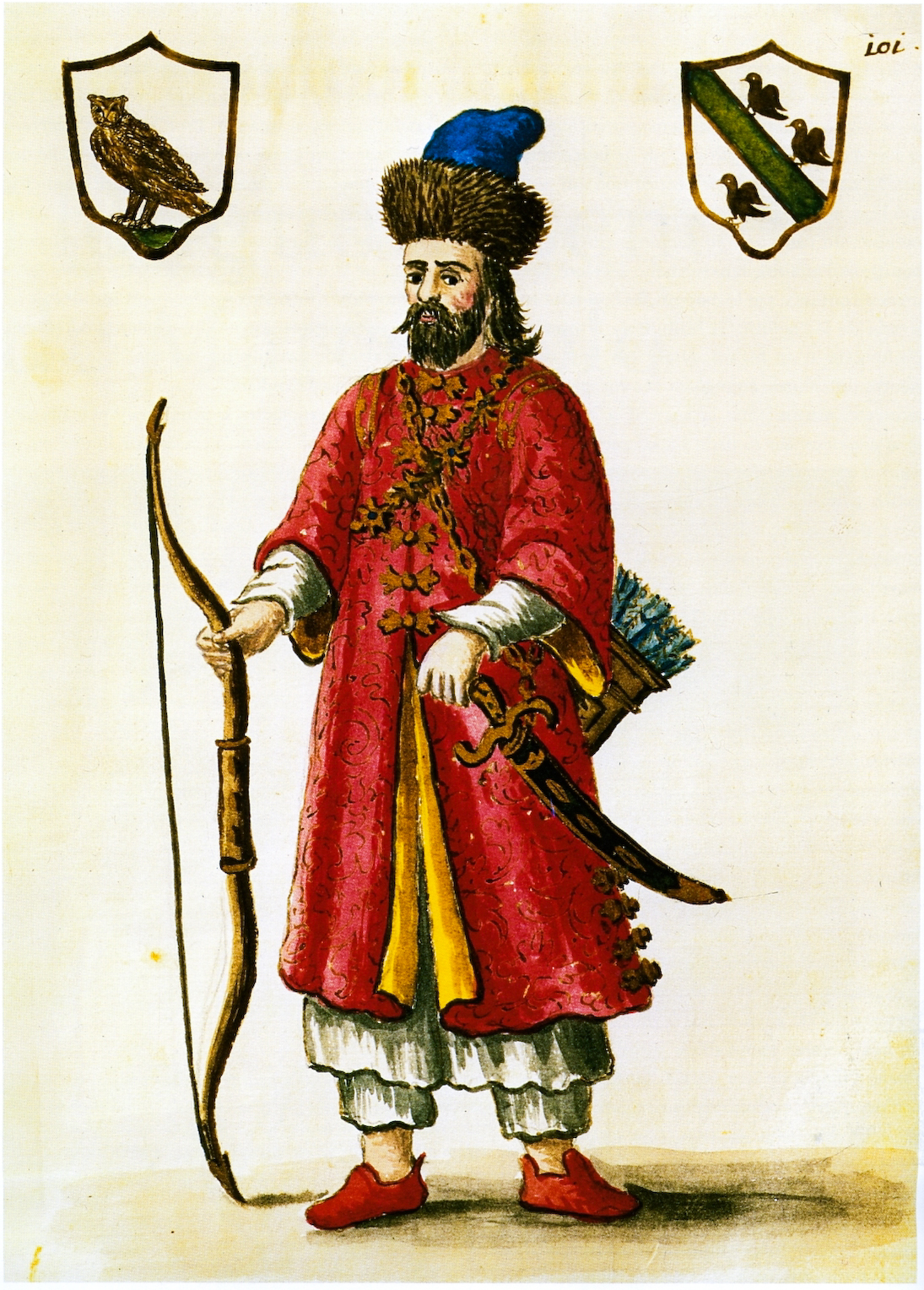
Peinture représentant Marco Polo, explorateur vénitien du XIIIe siècle. Il remonte la route de la soie reliant l'Italie à la Chine, où il rencontre l'empereur mongol, le grand Khan Kubilai.

Pour défendre leur autonomie de l'Empire germanique du nord, des États pontificaux au centre et des invasions arabes au sud, les communes commencent à créer des ligues qui ne sont jamais suffisamment fortes politiquement pour pouvoir s'opposer à l'influence papale ou féodale à cause des fortes rivalités internes. Certaines villes se démarquent, comme Milan (important centre urbain du royaume d'Italie et donc de l'Empire) pour sa lutte contre le pouvoir impérial, Forlì et Pérouse (villes appartenant aux États de l'Église) pour leur lutte contre la domination pontificale. La longueur des affrontements entre l'Empire et l'Église, la naissance d'une bourgeoisie mercantile dont les intérêts s'opposent à l'aristocratie rurale, la lutte des classes dirigeantes urbaines pour acquérir une autonomie plus grande, conduit la société italienne à donner naissance à une série de courants souvent opposés, particulièrement connus du XIIe siècle au XIVe siècle, les factions des guelfes et gibelins. Autre phénomène que des motivations politiques et religieuses unissent, ce sont les croisades auxquelles participent activement beaucoup d'États italiens avec l'objectif de s'opposer à la progression de l'Islam et d'étendre le commerce vers l'Orient.
En ce qui concerne la forme des gouvernements, on assiste au cours des derniers siècles du Moyen Âge, à la présence côte à côte de Signorie assez récentes et de gouvernements liés à des familles nobles, souvent des représentants de l'antique féodalité, comme les Visconti et les Sforza à Milan, les Gonzague à Mantoue, les Este à Ferrare, les Ordelaffi à Forlì, et les Savoia dans le duché de Savoie et le Piémont, avec des formes républicaines comme à Venise, Gênes, Pise et Florence, celle-ci avant l'avènement des Medicis.

## Les États italiens entre 1500 et 1700

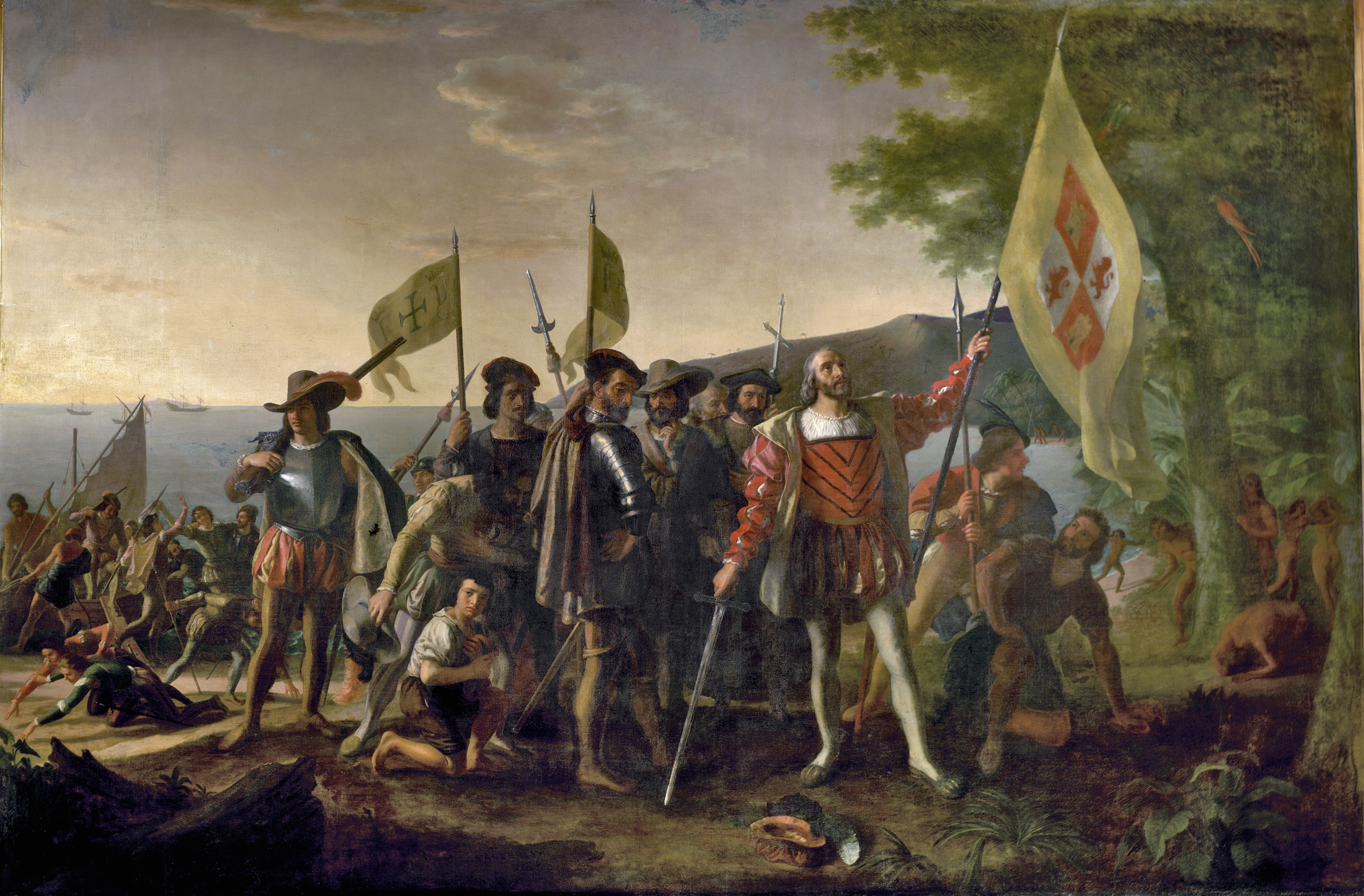
Christophe Colomb explorateur génois découvrant l'Amérique et ouvrant la voie aux routes commerciales ainsi qu'aux conquêtes conquistadors.

Les États italiens en 1494.

Au début du XVIe siècle une bonne partie des États italiens sont occupés et entrent dans l'orbite de la France ou de l'Espagne qui luttent pour la domination en Europe.
Avec la bataille de Pavie en 1525, gagnée par les célèbres tercios castillans, l'abandon des positions françaises dans une région clé comme la Lombardie permet une hégémonie espagnole sur l'Italie qui est ratifiée, trente ans plus tard, par la paix de Cateau-Cambrésis.
L'Empire espagnol, unifiant la péninsule Ibérique à la péninsule italienne, exerce pendant un siècle et demi une domination directe sur toute l'Italie méridionale et insulaire, sur le duché de Milan et sur l'État des Présides au sud de la Toscane.
Les États pontificaux, Le duché de Savoie, le grand-duché de Toscane, la république de Gênes sont de puissants alliés de l'Empire espagnol participant aux guerres contre la France et l'Angleterre. Ils participent également aux conquêtes conquistador en Amérique latine aux côtés de l'Espagne ainsi qu'aux Grandes découvertes maritimes.
Le rayonnement italien en Amérique latine est considérable. De nombreuses villes ou pays tirent aujourd'hui leurs noms de l'influence italienne comme le Venezuela qui veut dire « petite Venise », la Colombie qui elle provient du nom « Colomb » de Christophe Colomb, ou encore Amerigo Vespucci qui donne quant à lui son nom au continent « Amérique. » Beaucoup de conquistadors sont originaires de la péninsule italienne. Francisco Pizarro, le conquérant de l'Empire Inca serait aussi issu d'une famille d'ascendance italienne.

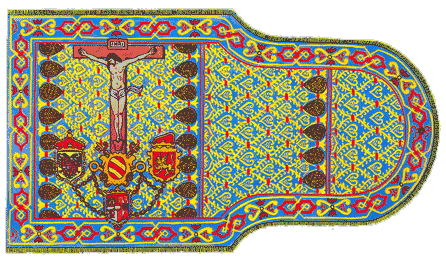
Étendard de la Sainte-Ligue (1571), symbole de l'alliance militaire des États italien et de l'Empire espagnol.

La bataille de Lepante ou la Sainte-Ligue (1571) affronte l'Empire ottoman à la suite de la prise de Chypre par ce dernier. Cette grande victoire des Latins permet de stopper l'avancée ottomane en Europe.

La république de Venise est également alliée de l'Empire espagnol pour contrer l'expansion ottomane en Méditerranée avec notamment la célèbre bataille de Lépante en 1571, où les Vénitiens prennent la tête de la coalition des États italiens unis à l'Empire espagnol contre les Ottomans. La république de Gênes a même son siècle d'or appelé le « siècle des Génois » au XVIe siècle. Les liens unissant l'Espagne à Gênes font de celle-ci le banquier de l'Empire espagnol. Les États italiens et l'Espagne sont unis militairement, économiquement ainsi que dans leurs politiques extérieures. L'Italie influence considérablement l'Espagne dans la peinture, l'architecture, et la culture en général. Avec la chute de l'Empire romain d'Orient au milieu du XVe siècle, l'avancée germanique au nord et arabe au sud, les péninsules italienne et ibérique deviennent les derniers remparts de la culture latino-romaine qui s'exporte par la suite sur d'immenses territoires avec les conquêtes de ce qui devient l'Amérique latine.

« L'or naît aux Indes occidentales, meurt en Espagne, est enseveli à Gênes... »

— Francisco de Quevedo (revue Archéologia no 256 p. 64)

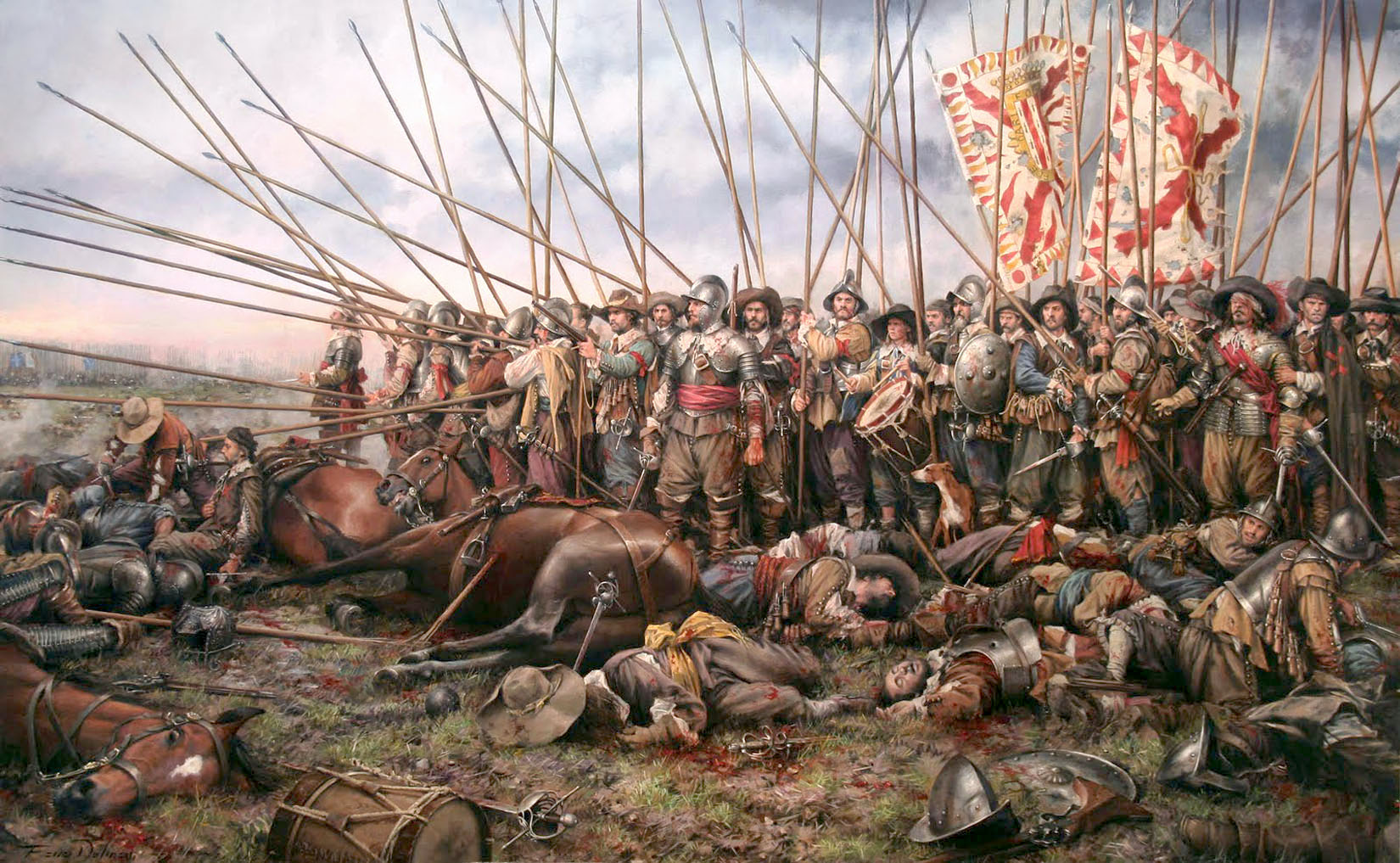
Les tercios, redoutables combattants et l'unité d'élite de l'Empire espagnol entre 1534 et 1704. Ils sont composés principalement d'Italiens et désignent les trois groupes de capitanías, Lombardie, Naples et Sicile. Avec leurs innombrables victoires sur les champs de bataille ils obtiennent une réputation d'invincibilité de l'Europe jusqu'au Nouveau Monde.

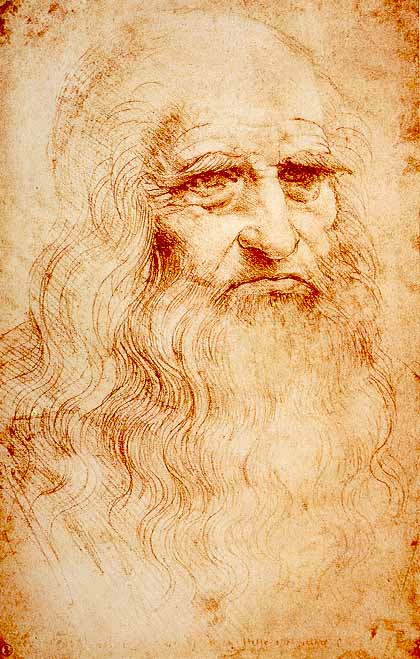
Autoportrait de Léonard de Vinci, philosophe, ingénieur, artiste, écrivain, inventeur toscan. Conservé à la bibliothèque royale de Turin.

Après la paix d'Utrecht (1713), l'héritage des Habsbourg d'Espagne passe aux mains de la branche autrichienne qui réussit à s'installer longuement en Lombardie puis en Toscane avec les Habsbourg-Lorraine.
Dans les premières décennies du XVIIIe siècle, les souverains d'Autriche s'emparent aussi du royaume de Naples, cédé en 1734 après la défaite de Bitonto aux Bourbons d'Espagne. Cette époque marque le début de la décadence des États italiens.
L'Italie, et de manière plus générale, toute l'Europe méridionale souffre du déplacement des grandes routes commerciales de la Méditerranée vers l'Atlantique, perceptible à partir des dernières décennies du XVIe siècle. Les dévastations des guerres à la suite de la guerre de Trente Ans qui touchent surtout l'Italie septentrionale, la forte pression fiscale exercée par l'Espagne sur ses territoires due aux exorbitantes dépenses de guerre se font sentir avec de très graves conséquences dans tout le sud et la Lombardie. Les vides laissés par la peste de 1630 ont des effets dévastateurs sur l'économie, les villes perdent en moyenne de 30 à 40 % de leur population dans une fourchette de 10-15 % (Florence et Sienne) à 60-75 % (Crémone et Mantoue). Jusqu'à la fin de la moitié du XVIIe siècle, presque toute l'Italie subit de graves problèmes de sous-développement économique, politiquement amorphe, socialement désagrégé. Faim et malnutrition règnent dans beaucoup de régions de la péninsule et dans les trois îles majeures.

Empire espagnol unifiant une partie de l'Italie, l'Espagne ainsi que ce qui devient l'Amérique latine.

Le déclin culturel de l'Italie ne va pas de pair avec celui politique, économique et social. C'est un phénomène qui apparaît dans de nombreux pays, Espagne comprise. Si au XVIe siècle, la renaissance italienne est la plus avancée et s'impose à l'Europe, l'art et la pensée baroque, élaborés à Rome entre le XVIe et le XVIIe siècle ont une force d'attraction et une diffusion internationale non moindre. Pendant toute la première moitié du XVIIe siècle, l'Italie continue à être une région dynamique, capable d'élaborer une pensée philosophique (Giordano Bruno, Tommaso Campanella, Paolo Sarpi) et scientifique (Galileo Galilei, Evangelista Torricelli) de haut niveau, une peinture sublime (Le Caravage), une architecture unique en Europe (Gianlorenzo Bernini, Borromini, Baldassare Longhena, Pietro da Cortona) et une musique aussi bien instrumentale (Arcangelo Corelli, Girolamo Frescobaldi, Giacomo Carissimi) que théâtrale (Claudio Monteverdi, Francesco Cavalli) qui font école. Le mélodrame est une création typique de l'ère baroque.

## LeXVIIIesiècle

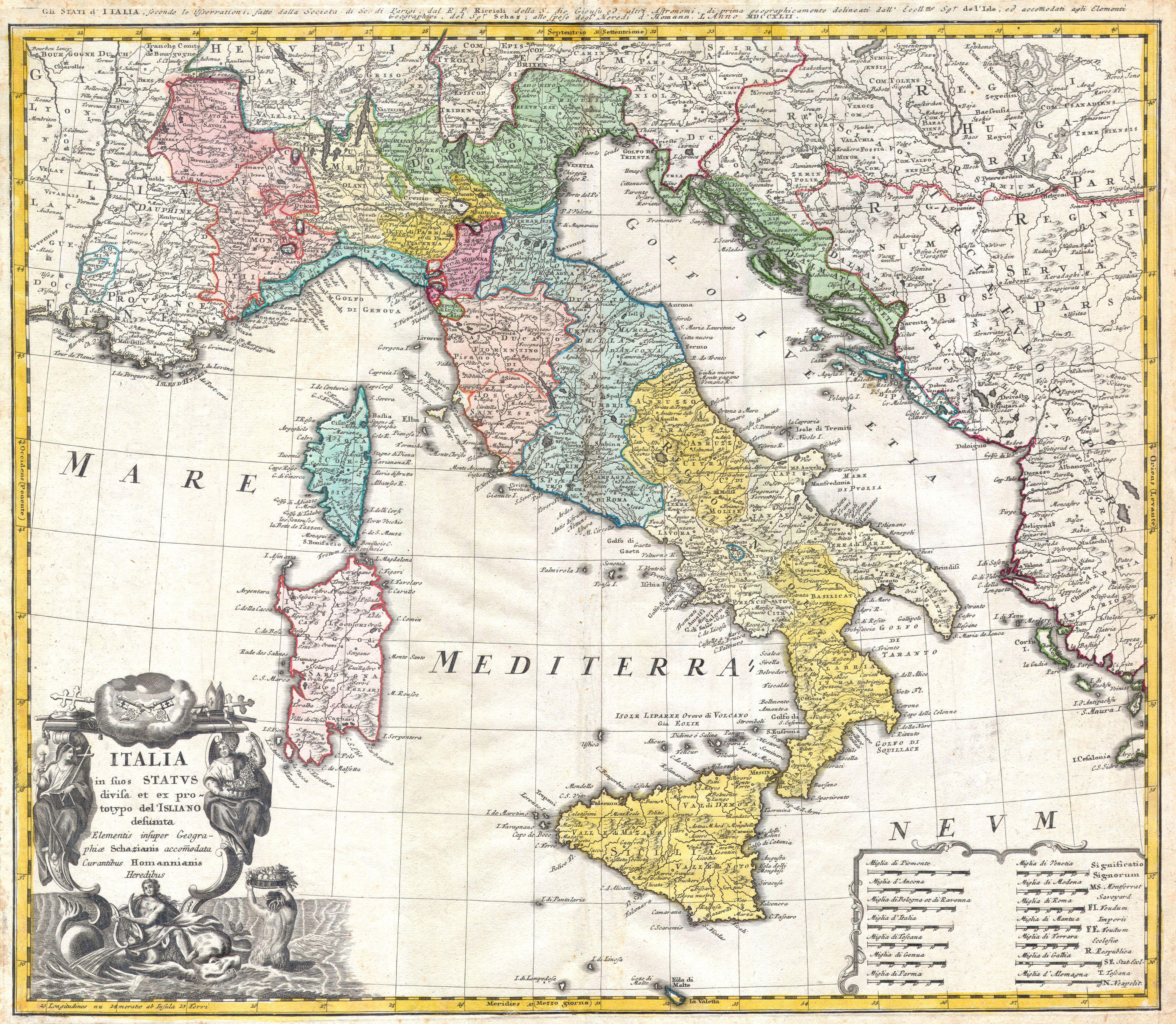
Les états italiens en 1742.

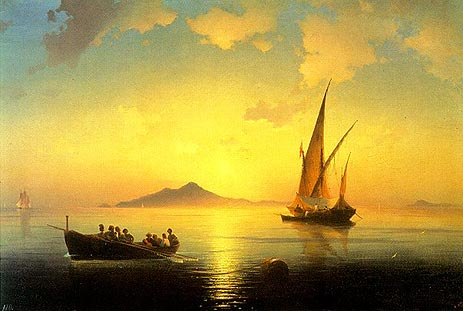
Chebec dans la baie de Naples. Ces bateaux règnent en maîtres sur la méditerranée : taillés pour la course, ils sont utilisés autant pour le commerce que pour la contrebande, voire la piraterie.

Vers les années 1730, on assiste à une timide reprise de l'économie italienne qui se consolide surtout dans le sud. L'illuminisme, né en Angleterre, se diffuse en Italie par l'intermédiaire des philosophes français et apporte ses premières influences au nord (Parme avec Guillaume Du Tillot) comme à Naples et en Sicile, où règne le futur Charles III d'Espagne. L'Autriche qui a remplacé l'Espagne comme puissance hégémonique en Italie, surtout dans la partie centrale et septentrionale, est gouvernée par des monarques comme Marie-Thérèse et Joseph II, qui introduisent en Lombardie, dans le Trentin et dans la région de Trieste (la future Vénétie julienne) des réformes qui permettent le développement économique et social de ces régions.
À la suite de la guerre de Succession d'Autriche, le traité d'Aix-la-Chapelle en 1748 donne à l’infant Don Felipe, second fils de Philippe V d'Espagne et d’Élisabeth Farnèse, les duchés de Parme, de Plaisance et de Guastalla. L’ouest du Milanais passe de l’Autriche à la maison de Savoie. Les Habsbourg conservent le Milanais et la Toscane, les Bourbons d’Espagne contrôlent alors Naples, la Sicile, Parme et Plaisance. La république de Gênes, la république de Venise, les États pontificaux et le royaume de Sardaigne sont les seules puissances indépendantes d’Italie.

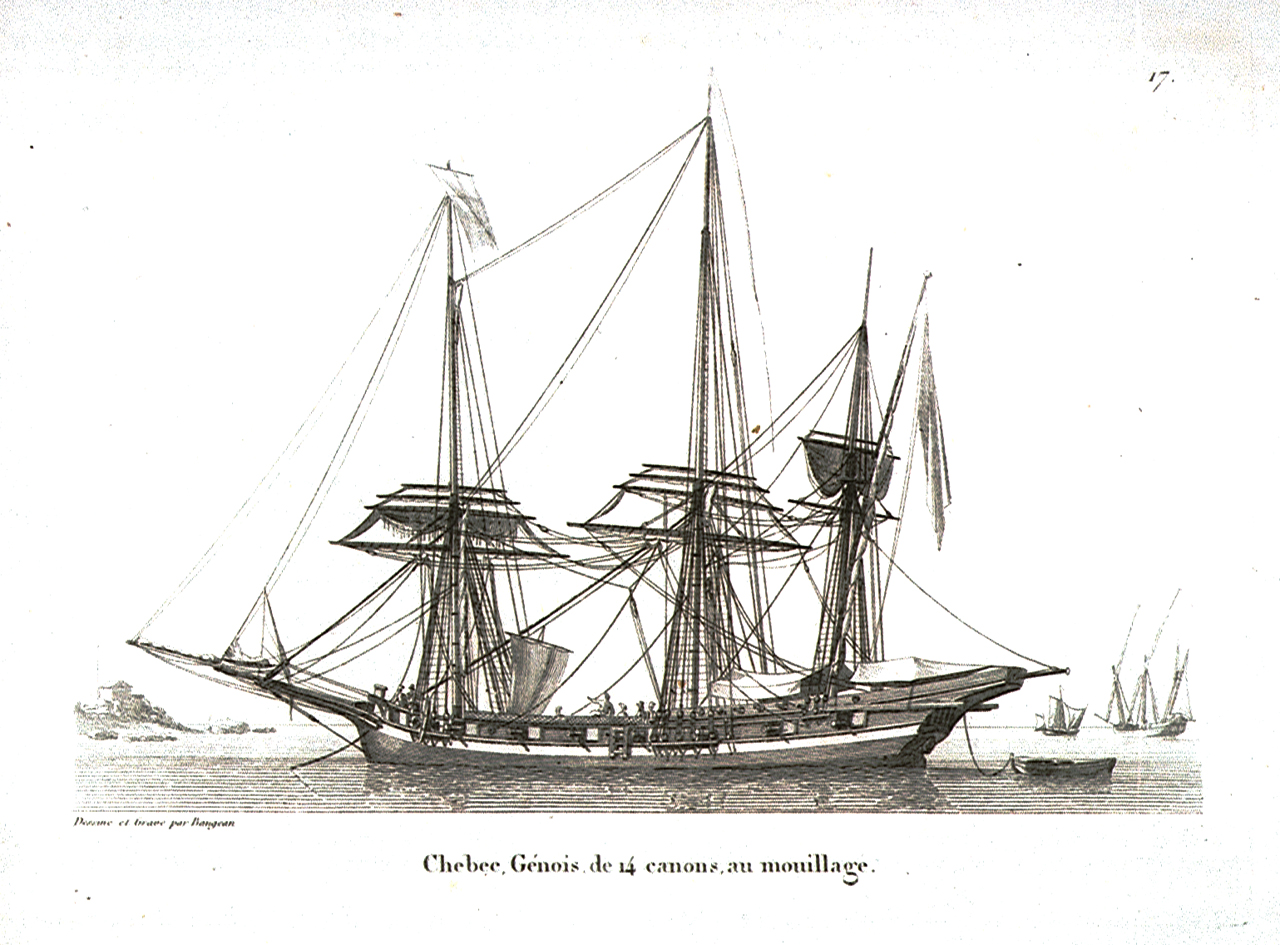
Le Chebec avec ses voiles latines est un navire typiquement méditerranéen aux origines mêlées, italiennes et arabes. Utilisés principalement par les états italiens et les ports barbaresques de la Régence d'Alger et de Tunis.

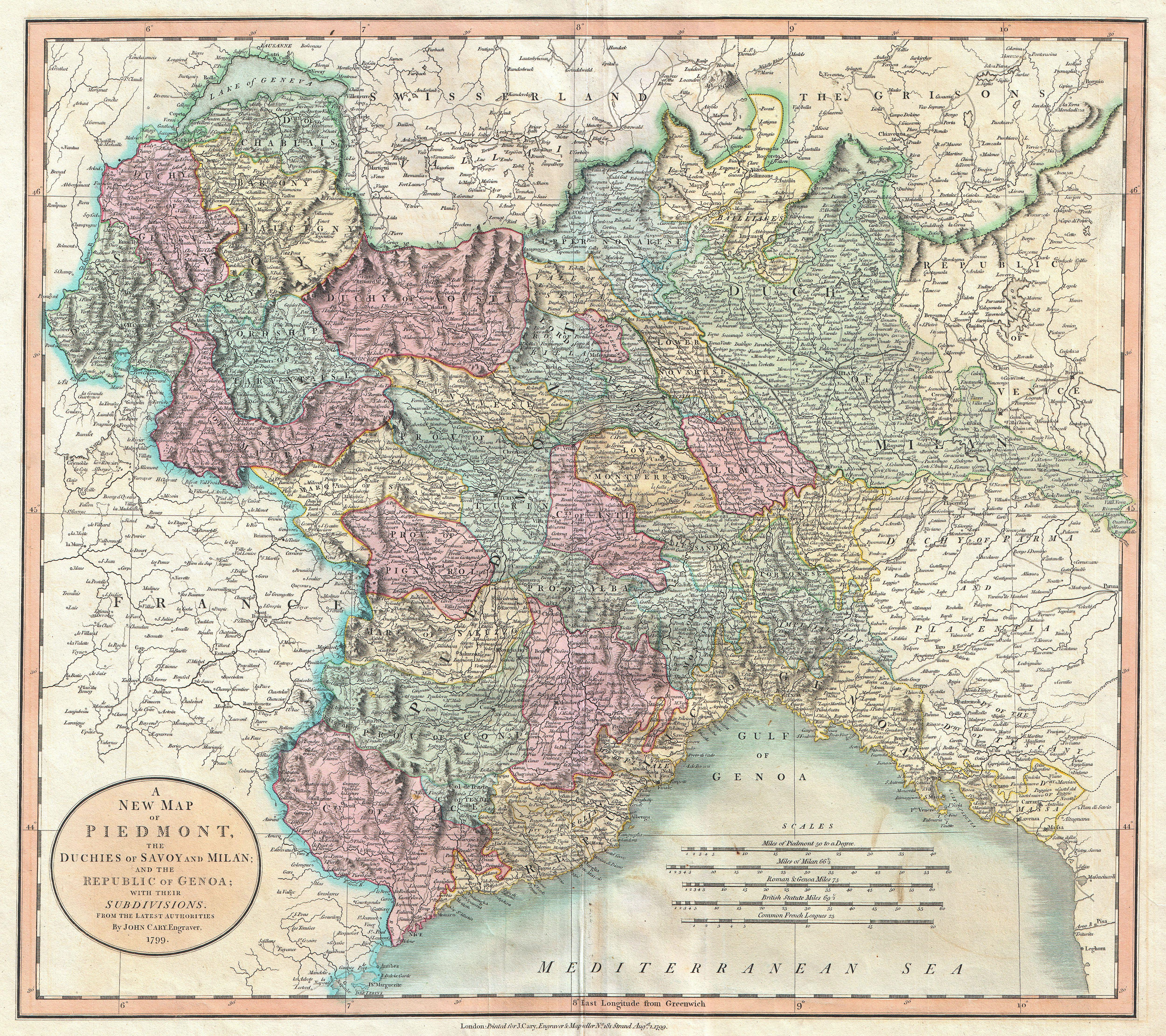
Carte anglaise représentant les Régions du Nord Ouest de l'Italie (royaume de Sardaigne, duché de Milan, république de gênes) à la fin du XVIII.

L’époque voit la prolétarisation de la paysannerie : l’accroissement des prix agricoles, plus rapide que celui des produits manufacturés (textiles), a provoqué dès la fin du XVIe siècle l’investissement des habitants des villes dans le foncier, ce qui conduit à une reféodalisation au détriment des petits propriétaires. À Venise, les habitants de la ville possèdent en 1722 15,9 % de la superficie des « sols » pour 11,7 % en 1636. Dans le royaume de Naples et les États pontificaux se constituent des latifundia au profit de la noblesse et du clergé (accroissement des biens de mainmorte) : les barons perçoivent 20 % de la rente foncière, l’Église entre 20 et 30 %. Au Piémont, clergé et noblesse (3,5 % de la population) possèdent le quart des terres, dans le duché de Milan, peut-être les trois quarts. Mis à part dans en Piémont et Milanais, les terres ne sont pas mises en valeur (absentéisme des feudataires qui placent des régisseurs, exploitations sans innovation technique par des métayers davantage pressurés, extension du dry farming et de l’élevage transhumant qui conduit à la dégradation des sols et à l’extension des friches).
Dans la seconde partie du siècle, la croissance démographique rapide et la demande extérieure accrue en matières premières et produits agricoles (grain, huile d'olive, vin, agrumes, soie brute, laine et coton) entraîne dans le centre et au nord la formation d’une bourgeoisie agraire issue des régisseurs roturiers qui remplacent les propriétaires absents, aux dépens du reste de la population agricole. L’action des régisseurs, la pression fiscale (fermiers généraux), la pression démographique, l’endettement, augmentent fortement le nombre de journaliers et de mendiants. Dans le sud, ces derniers forment des bandes de brigands. Certains échouent en ville où ils sont pris en charge par des associations caritatives.

Pasquale Paoli, précurseur de l'identité italienne et fondateur de la République corse.

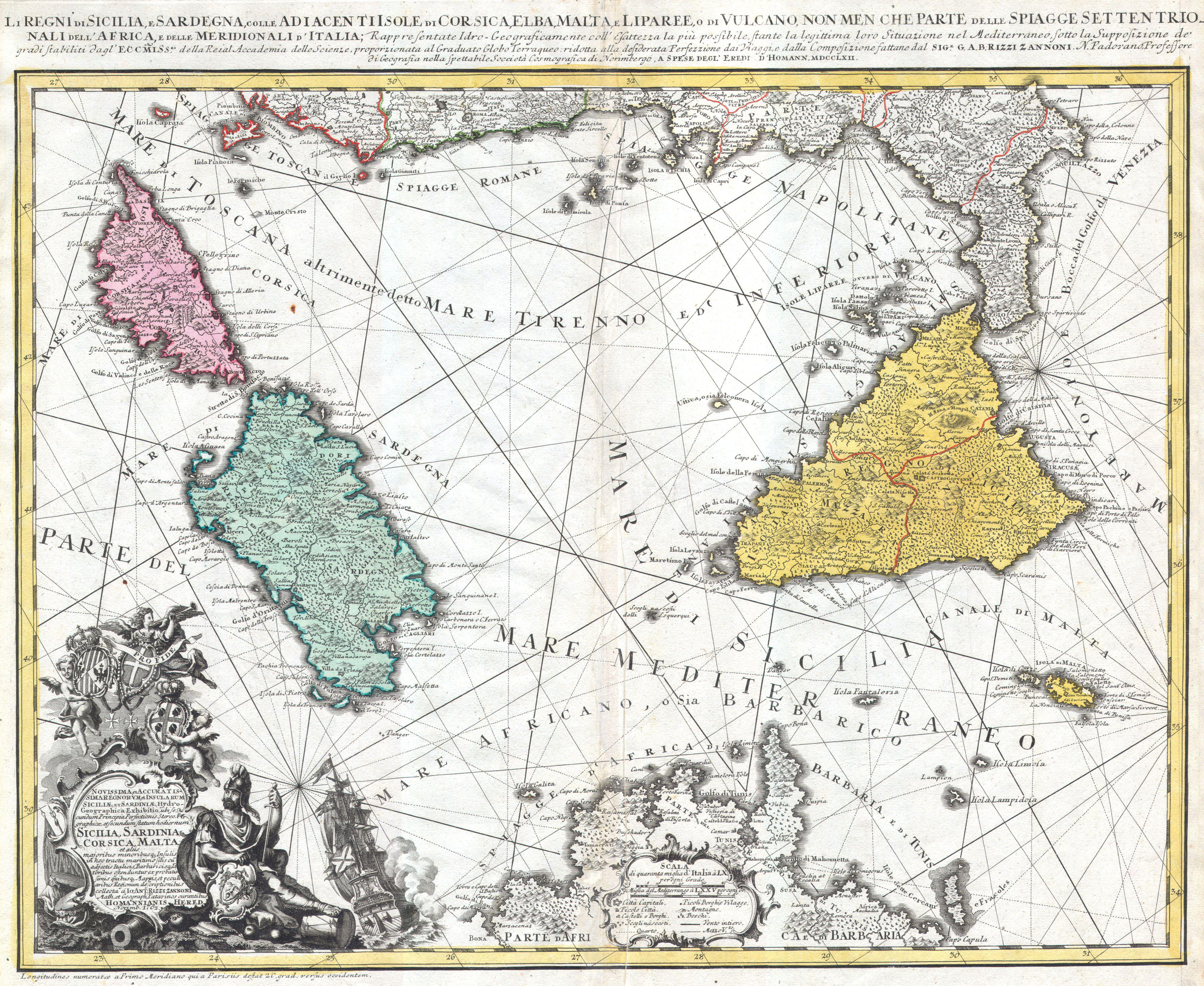
Carte anglaise représentant les îles italienne en 1762.

Dans le Nord Ouest de l'Italie, un nouvel état est déclaré au sein même de l'ancienne grande puissance maritime: la république de Gênes. Gênes est endetté et n'est plus que l'ombre d'elle-même. Elle contrôle encore la Ligurie et la Corse jusqu'en 1755.
En novembre 1755, Pascal Paoli a proclamé la Corse nation souveraine et indépendante de la république de Gênes avec pour capitale Corte et comme langues officielles le corse ainsi que l'italien utilisé également dans toutes les autres républiques et royaumes italiens. Il a créé la Constitution corse, qui fit de la Corse la première république démocratique moderne d'Europe car elle était basée sur la séparation des pouvoirs et le suffrage universel. S'inspirant des républiques sœurs de la péninsule et du mouvement européen des lumières, la République corse ouvre la voie à une nouvelle réalité juridique, notamment en termes de forme de gouvernement. La constitution corse prône la souveraineté du peuple selon les principes des lumières, incluant même le vote des femmes et octroyant le droit à l'assemblée représentative du peuple de démettre le chef de l’état si besoin. La jeune république tente de s'affirmer comme une nouvelle république italienne basée sur la liberté et la démocratie. Elle influence directement la constitution américaine et plus tard la constitution française. La publication en 1766 d'un compte rendu de la Corse par James Boswell rend Pascal Paoli célèbre dans toute l'Europe. Il est considéré comme un homme des Lumières. La reconnaissance diplomatique de la Corse a même été étendue par le Bey de Tunis.
Le royaume de France met fin à cette république et envahit la Corse en 1767 après s'être assuré de la neutralité de la république de Gênes. Gênes accepte une aide financière ainsi qu'un abandon de sa dette envers la France. Dans un premier temps les forces armées de la jeune république de Paoli repoussent les envahisseurs, remportant notamment la bataille de Borgo en octobre 1768. Cependant quelques mois plus tard en mai 1769, Pascal Paoli et les siens furent vaincus par des forces largement supérieures en nombre à la bataille de Ponte-Novo. Cette défaite obligea Paoli à s'exiler en Grande-Bretagne et la France annexe l'île. Le contrôle de la Corse permet à la France un accès à la Mer Tyrrhénienne, à des ports en eaux profondes en méditerranée et le pouvoir d'exercer un blocus maritime à la puissante ville portuaire de Gênes, un des plus importants ports du monde.
Pasquale Paoli tente de lancer une coalition des états italiens contre les envahisseurs avec son fameux discours à Naples.

« Nous les Corses sommes des Italiens de naissance et par nos sentiments, mais tout d'abord nous nous sentons italiens par la langue, les coutumes et les traditions... et tous les Italiens sont frères et solidaires devant l’histoire et devant Dieu.... Comme nous Corses nous ne voulons pas être des esclaves, ni “des rebelles” et comme nous Italiens nous avons le droit d'être traités comme tous les autres frères italiens....Nous serons libres ou nous ne serons rien... Nous gagnerons ou nous mourrons (contre les Français) les armes à la main... La guerre contre la France est juste et sainte puisque le nom de Dieu est saint et juste et ici sur nos montagnes apparaîtra pour toute l'Italie le soleil de la liberté.... »

— Pasquale Paoli à Naples en 1768.
Pasquale Paoli est considéré comme l'un des précurseurs de l'identité italienne. Il tient plusieurs discours dans le but de faire comprendre aux Italiens qu'ils sont un seul et même peuple au travers des frontières dans une Italie morcelée depuis près de 13 siècles et cela un siècle avant l'arrivée de Giuseppe Garibaldi.

## Les guerres de la Révolution et de l'Empire (1792-1814)

### La conquête française

Les états italiens en 1796.

Après 1792, les gouvernants italiens réagissent au péril de la Révolution française. Venise adopte une neutralité hostile. À Naples, la reine Marie-Caroline et son protégé Acton abandonnent toute réforme pour amorcer une répression aveugle. La Toscane, après le départ de Léopold, connaît des manifestations de mécontentement qui entraînent un retour en arrière : le commerce des grains est de nouveau contrôlé, la peine de mort restaurée. Le mouvement janséniste souffre le premier de l’arrêt des réformes, puis les francs-maçons sont poursuivis à Turin, Naples, Rome et Palerme.
La Révolution française ravive les espoirs d'un retour à l'indépendance des puissances étrangères. Le mécontentement populaire se renforce, conséquence d’une situation économique de plus en plus difficile (hausse des prix et pression fiscale). Dans les Abruzzes, le Basilicate et en Sardaigne, les révoltes sont directement dirigées contre les seigneurs et les propriétaires terriens. À Arezzo, Florence et Pistoia elles s’expriment contre les réformes qui ont privé les paysans et les masses urbaines de leurs traditionnelles formes de protections.
Quelques groupes de jacobins sont actifs, comme ceux de l’aristocratie padouane ou le Bolonais Zamboni qui œuvrent à la libération de leur cité, ceux de Brescia, qui poursuivent des buts plus égalitaires, ceux du Piémont qui tentent de se mettre en contact avec les mouvements paysans.
Entre 1792 et 1799, l'Italie passe progressivement sous l'influence française. La Savoie est annexée en 1792, puis après la campagne d'Italie en 1796-1797 les troupes de la Convention occupent la république de Gênes et le comté de Nice, abolissent le servage, changent les frontières et instituent des républiques sœurs, privant les aristocrates de leurs pouvoirs politiques, ce qui est favorablement accueilli par la bourgeoisie (voir chute de la république de Gênes).
L’Italie est organisée afin de fournir à l’effort de guerre français ce dont il a besoin économiquement et militairement. Après la conquête, la conscription, les exactions fiscales, les interférences politiques, l’indifférence des Français aux conditions locales ou aux aspirations des patriotes italiens suscite rapidement une hostilité marquée à leur encontre. L’initiative de Bonaparte évite à l’Italie un régime d’occupation militaire direct. Il encourage largement la propagande révolutionnaire.
Après la défaite napoléonienne en 1815, les pays italiens sont revenus à l'ancien régime par le congrès de Vienne.

### Les républiques d'Italie
- République d'Alba (Piémont) (1796)
- République ancônitaine (1797-1798)
- République bergamasque (1797)
- République bolonaise (1798)
- République bresciane (1797)
- République crémasque (1797, dure deux mois avant d'être annexée à la République cisalpine)
- République étrusque (Toscane) (1799)
- République ligurienne (Gênes) (1796-1805)
- République parthénopéenne (ou République napolitaine) (Naples) (1799)
- République de Pescara (1799)
- République piémontaise (1798-1799)
- République romaine (États pontificaux) (1798-1800)
- République subalpine (Piémont) (1800-1802)
- République tibérine (Pérouse) (1798-1799)
- République cispadane
- République transpadane
- République cisalpine
- République italienne (1802-1805)

### Le royaume d'Italie

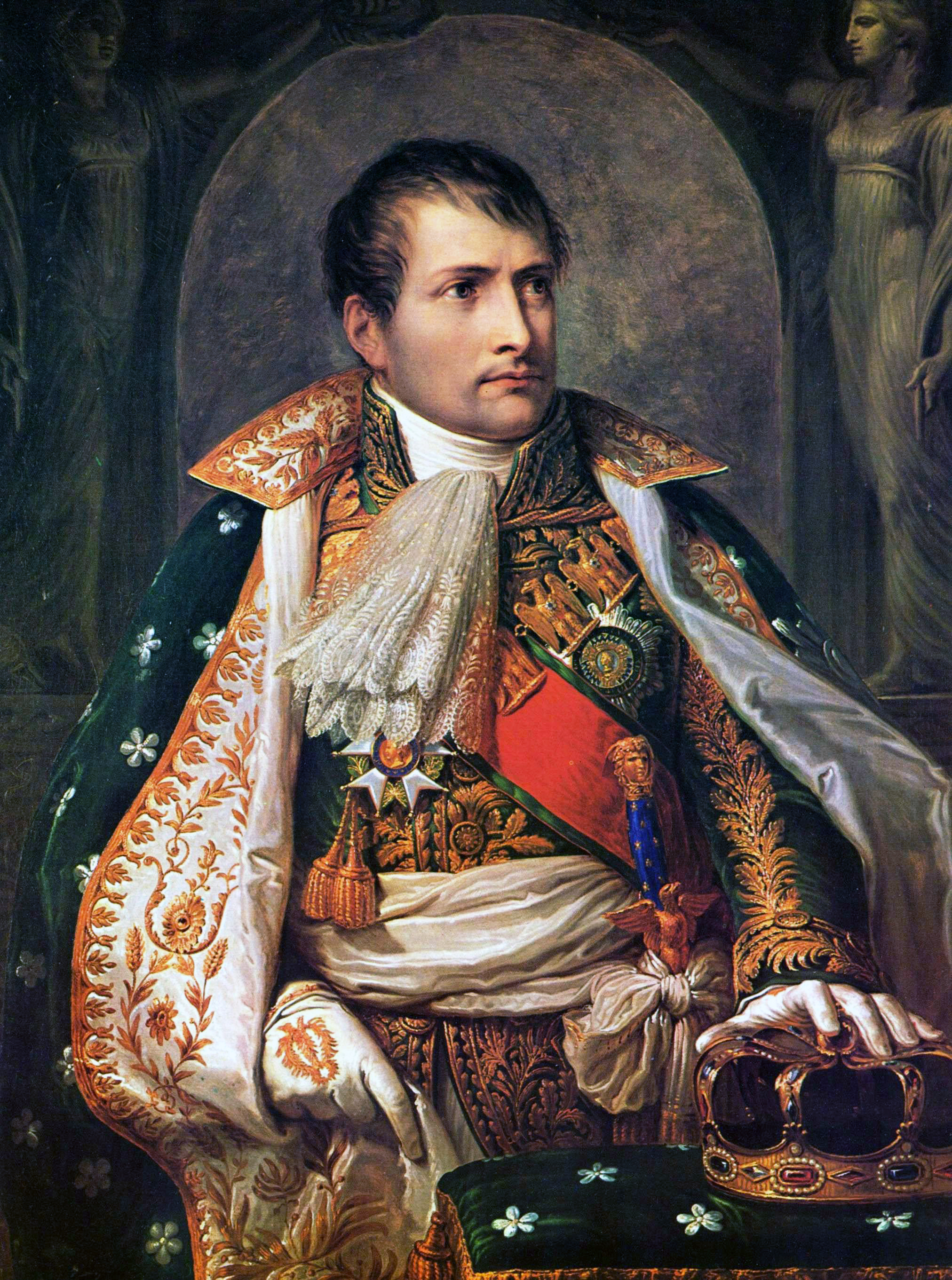
Napoleon Bonaparte (de son vrai nom Napoleone Buonaparte). Il se proclame Empereur des Français en 1804, et il est couronné roi d'Italie en 1805.

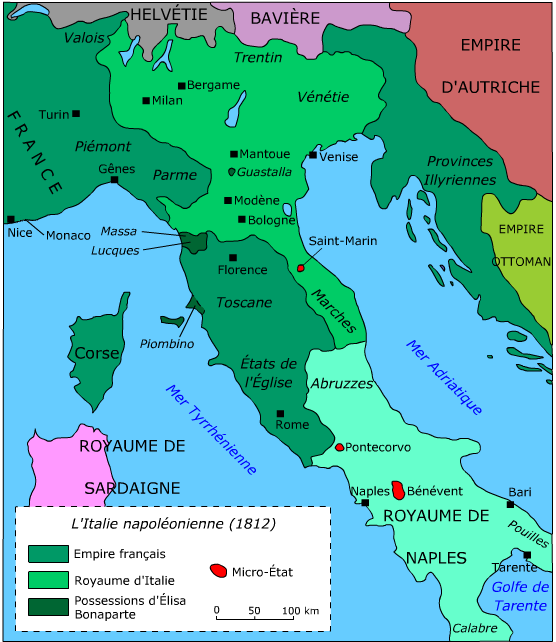
L'Italie napoléonienne en 1812. Napoléon deviendra roi d'Italie.

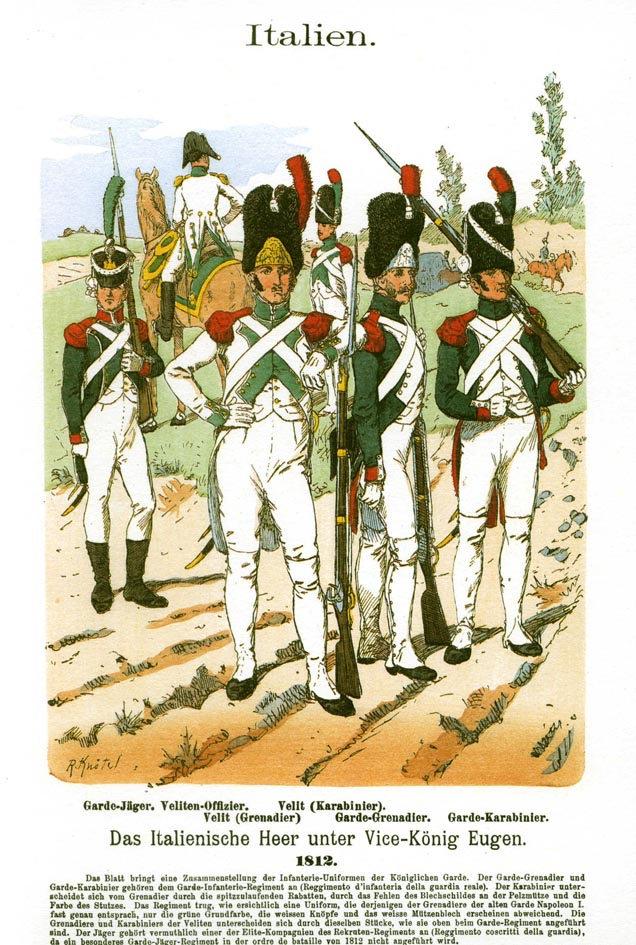
Infanterie de la Garde royale italienne, 1812. Planche de Richard Knötel, parue dans le volume III de la série Uniformenkunde. Plus de 25000 Italiens sont engagés dans l'armée napoléonienne, un nombre considérable.

Napoléon Bonaparte qui s'est fait proclamer Empereur des Français par le Sénat et couronner par Pie VII, transforme la République italienne en royaume d'Italie, se nommant roi d'Italie le 17 mars 1805, le couronnement ayant lieu le 26 mai 1805 dans le dôme de Milan. Eugène de Beauharnais, fils du premier mariage de la femme de Napoléon, Joséphine de Beauharnais, à qui Napoléon se fie aveuglément, et dont il est sûr de ne pas avoir à craindre les ambitions politiques, est nommé vice-roi d'Italie.
Vers 1810-1811, des réformes tendant à renforcer l’autorité du pouvoir central et à rendre plus efficace l’administration des différents États italiens sont entreprises. Un système hiérarchique de départements, districts et communes couvre l’ensemble des territoires. Les barrières douanières intérieures sont abolies et les tarifs extérieurs uniformisés. Routes et ponts sont construits. Poids, monnaies et mesures sont unifiés. Les codes civil, commercial et pénal napoléoniens sont introduits. L’instruction publique est réorganisée.
À l'issue du retour de la Russie, la Prusse se déclare neutre pour passer, le 28 février 1813 dans l'alliance créée par la Russie et la Grande-Bretagne. L’Autriche s'associe seulement le 20 août 1813 à cette alliance et organise deux armées : la principale, confiée à Schwarzenberg et à Radetzky, est destinée au front allemand et participe à la victoire de la bataille de Leipzig du 16 au 19 octobre 1813. La seconde, confiée mi-décembre 1813 à Bellegarde, est destinée à envahir l'Italie. C'est à cette dernière que le baron d’Aspre est nommé.
Les troupes autrichiennes s'avancent lentement sur l’Isonzo aux portes de la Lombardie, interrompu par la défaite infligée par Eugène à Bellegarde le 8 février 1814, sur le Mincio. L'échec de l'action autrichienne permet la signature, le 16 avril, de la convention de Schiarino-Rizzino (it) qui établit une ligne de cessez-le-feu au-delà de Peschiera et Mantoue qui restent italiennes.
Le 20 avril, la noblesse milanaise dont Carlo Verri, Federico Confalonieri, le général Domenico Pino, Alessandro Manzoni, Luigi Porro Lambertenghi nomme un comité de régence provisoire rebelle à Eugène qui envoie des délégués à Bellegarde pour qu'il prenne possession de Milan. Eugène prend acte que l'indépendance du royaume d'Italie est compromise et, le 23 avril, avec son armée qui n'a pas été vaincue par l'armée autrichienne, il signe la capitulation dans la convention de Mantoue (en).
L'Autriche souhaite rétablir l'ordre ancien bien que le royaume de Naples de Murat ait trahi, le 11 janvier 1814, Eugène de Beauharnais et Napoléon en s'alliant avec Vienne. Murat avec 27 000 hommes se porte à Rimini où il se déclare le promoteur et le défenseur de la liberté italienne (30 mars), cela un mois après le retour de Napoléon de l'île d'Elbe.
Bellegarde dispose de l'armée autrichienne en Italie (50 000 hommes) dont il constitue un corps expéditionnaire de 25 000 hommes confié au général Frédéric Bianchi, sous le haut commandement de Frimont. Le 2 mai Murat est battu lors de la bataille de Tolentino et commence une pénible retraite, le 19 mai, il quitte l'Italie.

### Le redécoupage de l'Italie

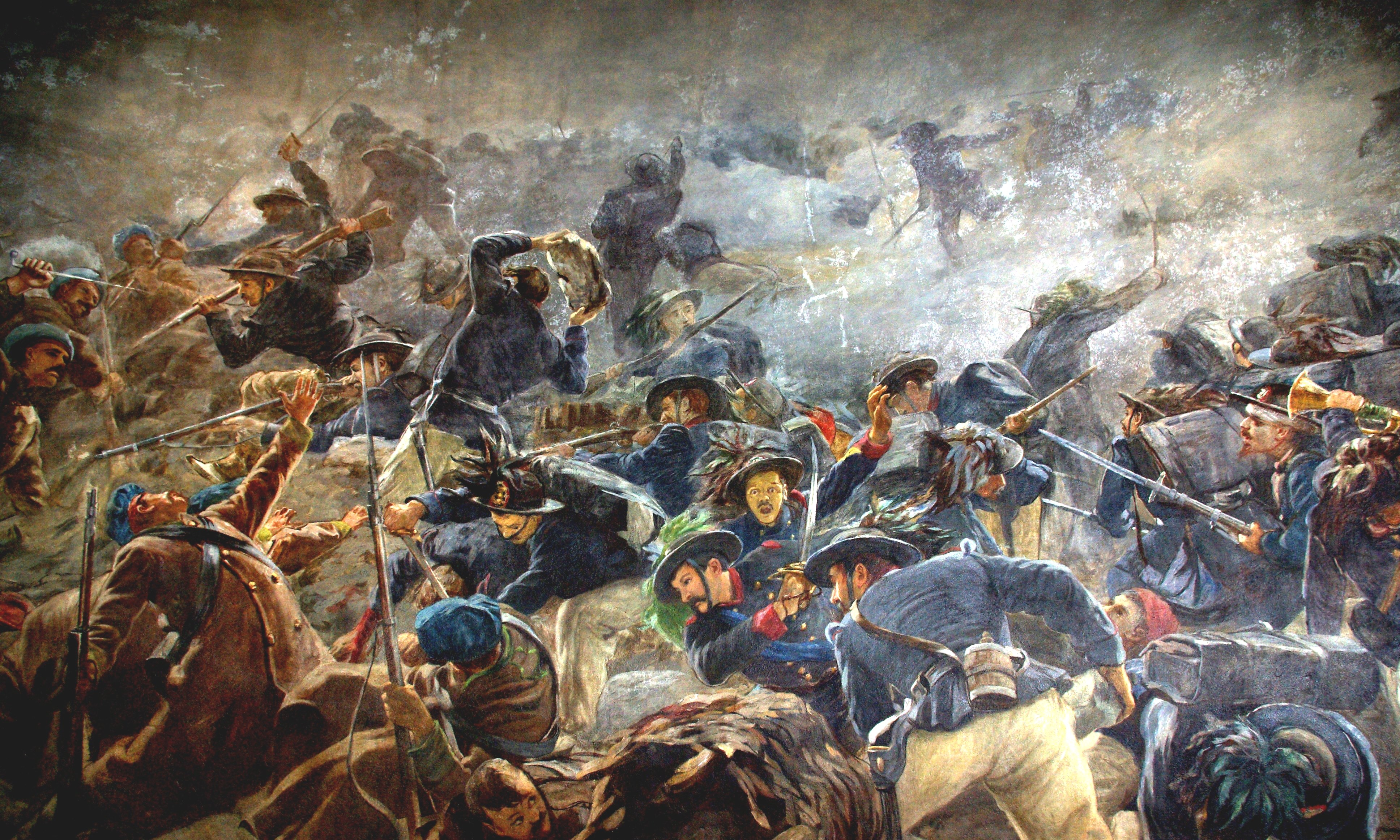
Tableau représentant la victoire, la férocité et la bravoure des soldats du royaume de Sardaigne contre l'Empire russe lors de la Bataille de la Tchernaïa en 1855 pendant la guerre de Crimée.

Les États italiens de 1815 à 1859.

Par le congrès de Vienne, du 1er octobre 1814 au 9 juin 1815, la restauration entraîne la fin des dernières entités autonomes. La Vénétie passe à l'Autriche qui constitue avec Milan le royaume lombardo-vénitien ainsi que la Dalmatie, Raguse et l'Istrie qui deviennent également autrichiennes. La Ligurie passe au royaume de Sardaigne où ses aspirations indépendantistes sont déçues après l'assujettissement à la France qui suit les campagnes napoléoniennes. La Corse quant à elle reste française et Malte anglaise.
L’Autriche tient garnison dans les citadelles de Plaisance, Ferrare et Comacchio.
La maison de Savoie récupère le Piémont, Nice et la Savoie et entre en possession de Gênes. Le pape retrouve les États pontificaux. Le Bourbon Ferdinand Ier retrouve son royaume des Deux-Siciles. Les duchés de Parme, Plaisance et Guastalla sont attribués à l'épouse de Napoléon, Marie-Louise d'Autriche. Modène et la Toscane sont attribués à des Habsbourg (Ferdinand III de Lorraine, grand-duc de Toscane et François IV d’Este-Lorraine, duc de Modène). Le retour des souverains légitimes s’accompagne partout du régime politique antérieur.
Le gouvernement du royaume de Lombardie-Vénétie allie des dirigeants absolutistes à une administration plus modérée qui confie des responsabilités aux classes productives, propriétaires terriens et marchands. Cette administration et les structures judiciaires et foncières sont héritées de la période napoléonienne. Les relations avec l’Église sont marquées par un fort contrôle de l’État (nomination des évêques par l’Empereur et confirmation de la vente des biens ecclésiastiques). Le service militaire obligatoire est maintenu, passant de quatre ans à huit ans. Les relations commerciales avec la France et le reste du monde subissent un coup d’arrêt par un nouveau tarif mettant l’économie au service de l’Autriche.
Dans le duché de Parme, Marie-Louise d'Autriche, assistée du général Adam Albert de Neipperg maintient la législation napoléonienne à l’exception d’un nouveau code civil. Elle ne fait aucune concession à l’Église et au clergé, s’en tenant aux termes du Concordat. Elle favorise l’instruction et l’économie.
Le grand-duché de Toscane revient au code léopoldin du XVIIIe siècle, en maintenant ses améliorations (abolition des fiefs et des fidéicommis, institution du registre et du code de commerce, loi sur les hypothèques). Les jésuites ne sont pas autorisés à revenir, la vente des biens ecclésiastiques est confirmée, la liberté de commerce est rétablie et la police est moins sévère que dans les autres États.
Dans le reste des États italiens, les souverains ont une volonté réactionnaire. À Naples, Metternich et les Britanniques doivent intervenir pour empêcher Ferdinand Ier de Naples de se lancer dans une sanglante épuration. Il accorde l’amnistie de mauvaise grâce, confirme la cession de biens ecclésiastiques ainsi que les titres octroyés par Murat, garantit l’accès à tous à la fonction publique. Il démantèle le féodalisme (suppression des fidéicommis et des droits d’usage des communaux). La fiscalité est équilibrée et supportable pour les populations, mais l’État se désintéresse de la régulation des dépenses publiques et du développement du commerce. Il doit consentir des avantages douaniers au Royaume-Uni et à la France, provoquant le mécontentement des propriétaires terriens.
Dans les États pontificaux, toute la législation napoléonienne est abolie en bloc. Les anciens tribunaux ecclésiastiques sont restaurés et révisent les procès instruits sous Napoléon. La justice féodale, l’Inquisition, le Saint-Office et le monopole d’État sur les denrées sont rétablis. On abolit les innovations sociales comme l’état civil, la vaccine, l’éclairage public. Les juifs regagnent leurs ghettos.
À Modène, la législation napoléonienne est abolie et l’administration épurée au profit de la noblesse légitimiste. Les finances de l’État redeviennent les finances personnelles du souverain, les jésuites et les ordres religieux sont rétablis.
Dans le Piémont, les codes napoléoniens sont abolis et l’ancienne législation rétablie. Les juifs ne peuvent plus demeurer hors des ghettos, les Vaudois sont de nouveau l’objet de vexations, ceux qui ont collaboré avec les Français sont éloignés de toute responsabilité. Corporations et privilèges industriels sont rétablis. La vente des biens ecclésiastiques est confirmée, les ordres religieux sont restaurés et les jésuites se voient confier l’enseignement et la censure.

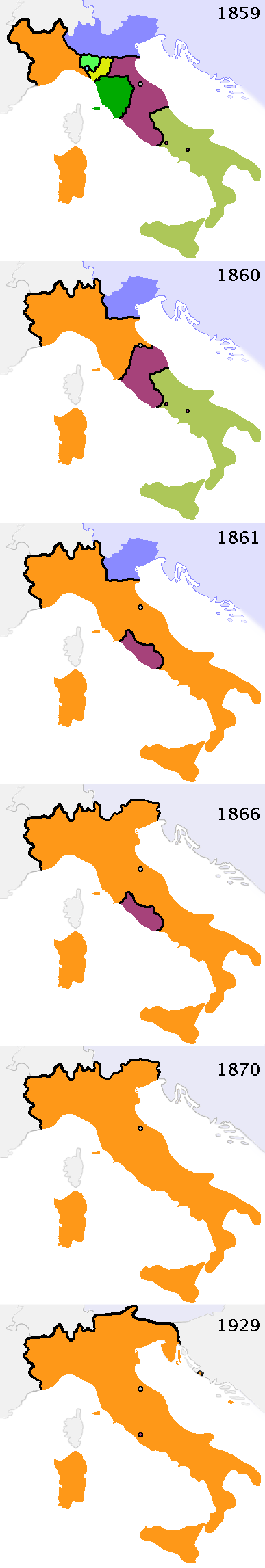
Les étapes de l’unité italienne.

La période est marquée par le regain d’influence politique de l’Église catholique romaine : la plupart des princes abandonnent l’attitude anticléricale du siècle des Lumières. La papauté devient la base de la reconstruction de l’ordre et de la hiérarchie, profitant de l’œuvre napoléonienne, qui a entraîné la disparition des Églises nationales, pour affirmer la suprématie pontificale. Les jésuites retrouvent leurs prérogatives et la piété connaît un renouveau notable avec la multiplication des processions et des pèlerinages. L’intransigeance des plus zélés qui estiment que la religion est supérieure à toute autre institution humaine (Lamennais, le cardinal Pacca) contribue à faire perdre à Rome le capital de sympathie qu’elle avait recueilli après les épreuves, et à s’aliéner l’appui des catholiques les plus modérés.

## Risorgimento(1815-1866/1870)
Cette section ne s'appuie pas, ou pas assez, sur des sources secondaires ou tertiaires indépendantes du sujet. Le texte peut contenir des analyses inexactes ou inédites de sources primaires.
Pour l'améliorer, ajoutez-en, ou placez des modèles {{Source secondaire souhaitée}} ou {{Source secondaire nécessaire}} sur les passages mal sourcés. (mars 2023)

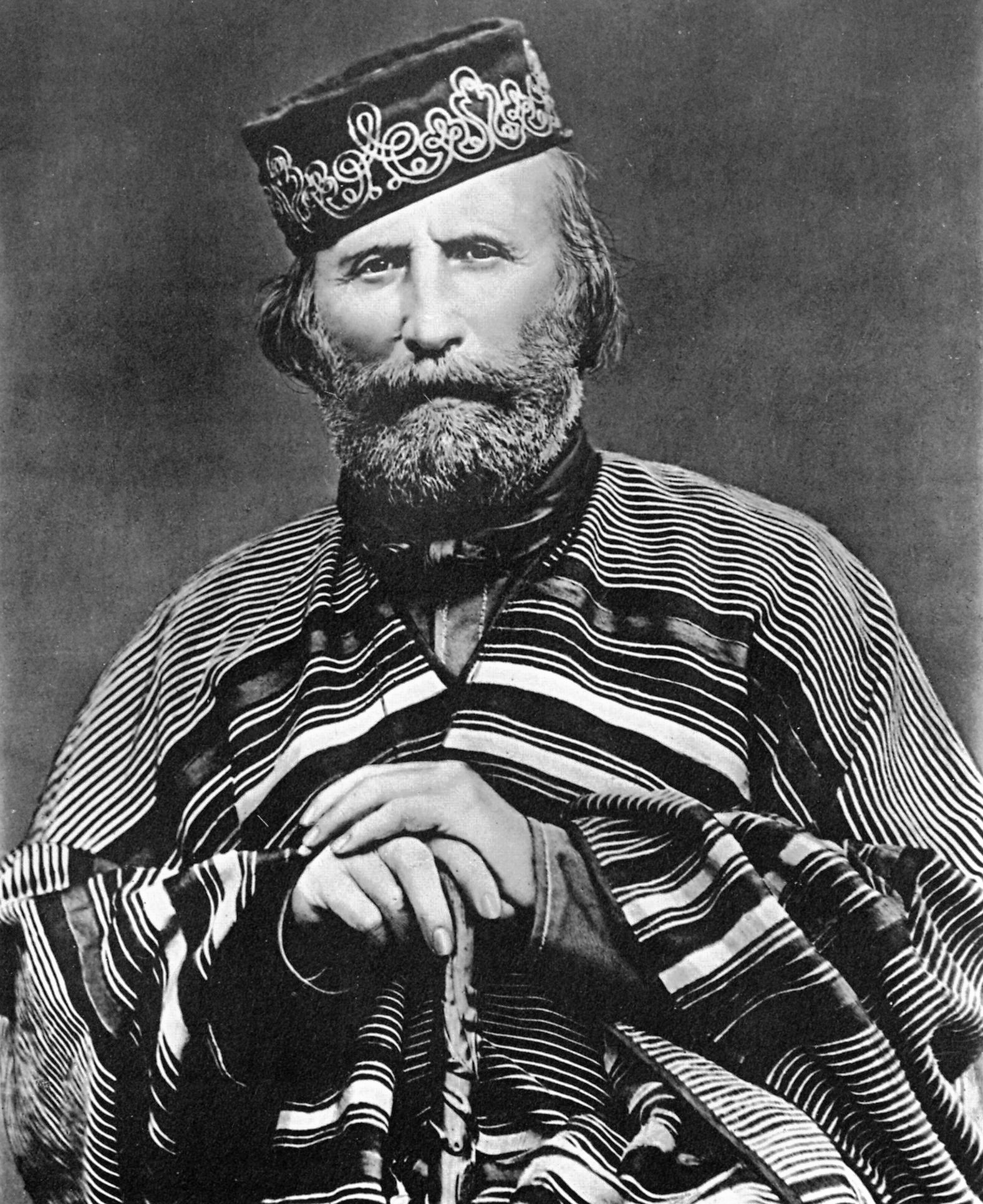
Giuseppe Garibaldi héros de l'unification italienne.

Après les campagnes napoléoniennes, des poussées nationalistes appuyées par la Savoie, qui voit là une occasion d'agrandir le royaume de Sardaigne et d'enfin unifier le pays, conduisent à une série de guerres d’indépendance contre l'empire d'Autriche, deux d'entre elles avec l'appui extérieur de la France qui obtient par traité le comté de Nice et la Savoie. Les grands protagonistes du Risorgimento sont Victor-Emmanuel II de Savoie, Giuseppe Garibaldi, Giuseppe Mazzini, Camillo Cavour.
La plus décisive est la deuxième guerre d’indépendance, qui, avec l'expédition des Mille au sud et la descente subséquente des Piémontais du nord, réussit à unifier, sous la bannière des États de Savoie, une grande partie de la péninsule (à l'exclusion de Rome, Venise et du reste des terres irrédentes) et à provoquer la proclamation du royaume d'Italie en 1861 avec pour capitale Florence.
Cependant, après l'annexion du royaume des Deux-Siciles il y a une révolte dans les régions méridionales (brigandage post-unitaire), en raison de problèmes sociaux persistants et de promesses non tenues par le nouveau gouvernement. La rébellion, exploitée par les Bourbons en exil et par les États pontificaux, est principalement développée dans les provinces de Basilicate et Capitanata, où se distinguent des chefs-brigands comme Carmine Crocco et Michele Caruso. L'affrontement entre les troupes italiennes et les brigands a duré environ dix ans.
À la suite de l'annexion française de Nice avec un référendum contesté (86 % à Nice et 98 % en Savoie), de furieuses révoltes s'organisent de la part de la population niçoise qui demande le rattachement au nouveau royaume d'Italie. Le président français Adolphe Thiers réplique violemment à ces révoltes en envoyant l'armée contre la population avec des arrestations et des déportations à Cayenne provoquant la colère du gouvernement italien et un exode de masse des Niçois. Il y a un grand nombre de morts, on parle de Vêpres niçoises. L'italien et le ligure sont interdits dans toutes les administrations, écoles et journaux pour être remplacés par le français. Cette annexion provoque l'indignation de Giuseppe Garibaldi :

« Je ne reconnais à aucun pouvoir sur terre le droit d’aliéner la nationalité d’un peuple indépendant et je proteste contre la violence faite à Nice avec la corruption et la force brutale en me réservant pour moi et mes concitoyens le droit de revendiquer mon pays natal, pour que le droit des gens ne soit pas une vaine parole. »

— Giuseppe Garibaldi (1860).
L'annexion de la Savoie suit la même destinée que Nice. Avec l'arrivée de l'armée française, des manifestations sont organisées dans de nombreuses villes de Savoie ou la population demande l'intervention du roi Victor-Emmanuel II de Savoie. Cependant lors de l'entrevue de Plombières, Napoléon III se serait mis d'accord avec Victor-Emmanuel II de Savoie pour acquérir la Savoie et Nice et ainsi accepter l'unification de l'Italie et éviter la création d'un royaume puissant à ses frontières qui aurait contrôlé les passages des Alpes. Victor-Emmanuel II de Savoie n'a pas d'autre choix que d'accepter cet accord verbal désavantageux et retire son armée pour laisser l'armée française prendre possession de ces régions afin d'accomplir son unification. En effet l'Italie, en pleine guerre d'unification et en guerre avec l'empire d'Autriche, n'aurait pu ouvrir un second front qui aurait éternisé la guerre.
En 1866, le royaume d'Italie participe à la guerre austro-prussienne aux côtés du royaume de Prusse contre l'empire d'Autriche. Après la victoire des Italiens et des Prussiens, Venise est annexée au royaume d'Italie, suivie par Rome, avec la guerre franco-allemande de 1870. Ce qui provoque le début d'une fracture entre l'État italien et l'Église qui se termine par les accords du Latran ratifiés par Benito Mussolini et le cardinal Gaspari, secrétaire d'État de Pie XI, en 1929. La forme de gouvernement proclamée est celle d'une monarchie constitutionnelle, avec un parlement élu au suffrage restreint.

## Royaume d'Italie
Les débuts du royaume voient l’Italie consolider son existence par l'intégration progressive des différentes régions, avant de s'engager dans une série de guerres d'expansion coloniale en Libye, Somalie, Albanie, Éthiopie, Érythrée et Dodécanèse et même une petite concession à Tianjin (Concessions étrangères de Tientsin) en Chine.

### Premières difficultés
Avant même la prise de Rome en 1870, le nouvel État se trouve confronté à de nouvelles situations problématiques. Il doit d'abord s'atteler à fortifier et assurer les bases des institutions politiques du royaume de Sardaigne. L'unification d'entités restées plusieurs siècles durant séparées, sous des régimes aussi bien politiques qu'économiques différents, ne se fait pas sans difficulté. Alors même que les premiers gouvernements cherchent à arracher à l'Autriche la Vénétie et que se développe dans l'ancien royaume des Deux-Siciles le brigandage anti-piémontais, le pays doit faire face à un fort déficit public, fruit des coûteux efforts militaires demandés par le Risorgimento. La dette budgétaire ne cesse de croître, tandis que la situation économique ne tarde pas à se dégrader, la conjoncture défavorable s'accélérant après la crise européenne de 1873.
Parvenue au pouvoir en 1861, la droite libérale, héritière de Cavour, axe sa politique intérieure sur la réduction des déficits, la consolidation du pouvoir de l'État italien par une centralisation administrative et l'intégration, volontiers anticléricale, des régions unies. Les nationalistes républicains, dont les chefs de file restent Giuseppe Mazzini et Giuseppe Garibaldi, et dont les méthodes ou les motivations, à l'encontre de la monarchie, sont jugées trop révolutionnaires, sont mis à l'écart des affaires. Garibaldi, qui tente de prendre Rome par la force, est arrêté par deux fois, tandis que Mazzini refuse prêter serment à la Constitution monarchique. L'autre « obstacle », considéré comme tel par les gouvernements libéraux, est l'Église catholique. Pie IX refuse tout rapprochement avec l'État italien après la prise de Rome en 1870, puis l'établissement de Rome comme capitale définitive du pays l'année suivante. Se considérant comme prisonnier à l'intérieur du Vatican, le pape rejette la loi des Garanties mises en place par le Royaume, excommunie Victor-Emmanuel II et ordonne aux catholiques italiens de se mettre en retrait de la vie politique de leur pays sous peine d'excommunication (politique du non expedit). Ces mesures de la part du Saint-Siège ne font que renforcer l'anticléricalisme des dirigeants italiens, qui ne tardent pas à prendre des mesures contre les ordres religieux et à accélérer une sécularisation débutée sous Cavour.
| |  |  |
| À gauche la carte représentant le pourcentage de la population argentine né en Italie en 1914 et à droite la carte représentant le pourcentage de la population d'origine italienne au Venezuela actuellement. |  |  |

Économiquement, si la droite, qui reste en place jusqu'en 1876, réussit à redresser partiellement les finances publiques et à freiner la croissance de la dette de l'État, ses décisions libre-échangistes et l'accroissement de la pauvreté dans le sud du pays contribuent à creuser, dans certaines régions, un fossé entre la population et les institutions. Le suffrage censitaire, qui ne permet qu'à un nombre très limité de personnes de voter, écarte une part notable des Italiens de la participation directe à une vie politique, qui, de plus, est chamboulée par le renouvellement progressif du personnel politique local en faveur d'une « piémontarisation » des organes de décision. Le Sud, prospère avant l'unification, ne peut plus compter sur des tarifs douaniers avantageux pour sa timide industrie, qui reçoit de plein fouet la concurrence plus compétitive des usines manufacturières du Nord, plus en avance sur le plan industriel. Une situation de pauvreté et de crise économique s'installe au sein des campagnes de l'ancien royaume des Deux-Siciles, à l'origine d'un écart social grandissant entre le Nord et le Sud.
L'émigration devient un phénomène qui va en s'amplifiant : jusqu'en 1914, plusieurs centaines de milliers d'Italiens des classes dites populaires émigrent chaque année du Sud italien vers le Nord, les États-Unis ou vers d'autres pays européens, comme la France l'Allemagne ou encore la Belgique.

« L'Italie, cette mère des génies et des nations, qui a répandu sur l'univers toutes les plus éblouissantes merveilles de la poésie et des arts, l'Italie, qui a appris à lire au genre humain, l'Italie aujourd'hui ne sait pas lire ! »

— Victor Hugo (le 15 janvier 1850).
L'immigration italienne en Amérique du Sud prend une telle proportion en Argentine, au Venezuela, en Uruguay et au Brésil que la population de ces pays est aujourd'hui constituée en grande partie d'Italiens. En Argentine, plus de la moitié de la population est d'origine italienne, comme en Uruguay, et la population d'origine italienne atteint près de 36 millions au Brésil. Buenos Aires est même surnommée « la capitale de l'Italie » car avec son nombre d'habitants d'origine italienne, elle dépasse les plus grandes villes d'Italie et même la capitale Rome. Les Italiens arrivent en Argentine principalement par la ville de Buenos Aires avec le célèbre quartier de La Boca. Ceux qui prennent la direction du Brésil, arrivent par la ville de Sao Paulo et les Italiens partant pour le Venezuela immigrent dans la ville de Caracas. Les descendants d'Italiens en Amérique du Sud portent le nom d'Oriundo.
Lorsque la gauche italienne, protectionniste et industrialiste, remporte les élections de 1876, le nouvel État a réussi à s'ancrer et à s'imposer, fort de finances assainies et d'efforts de consolidation institutionnelle, mais la crise socioéconomique reste préoccupante et le pays doit encore trouver sa place parmi les puissances européennes, dont les manœuvres diplomatiques sont axées sur la recherche de stabilité et de puissance.

### Expérience coloniale et industrialisation
| |  |  |
| Conquête de la Tripolitaine et du Cyrénaïque par le royaume d'Italie lors de la guerre italo-turque (1911-1912) et fondation de la Libye. Les Italiens innovent l'art de la guerre en utilisant pour la première fois des dirigeables et des avions bombardant les positions ottomanes, c'est la première bataille aérienne dans l'histoire de l'humanité. |  |  |

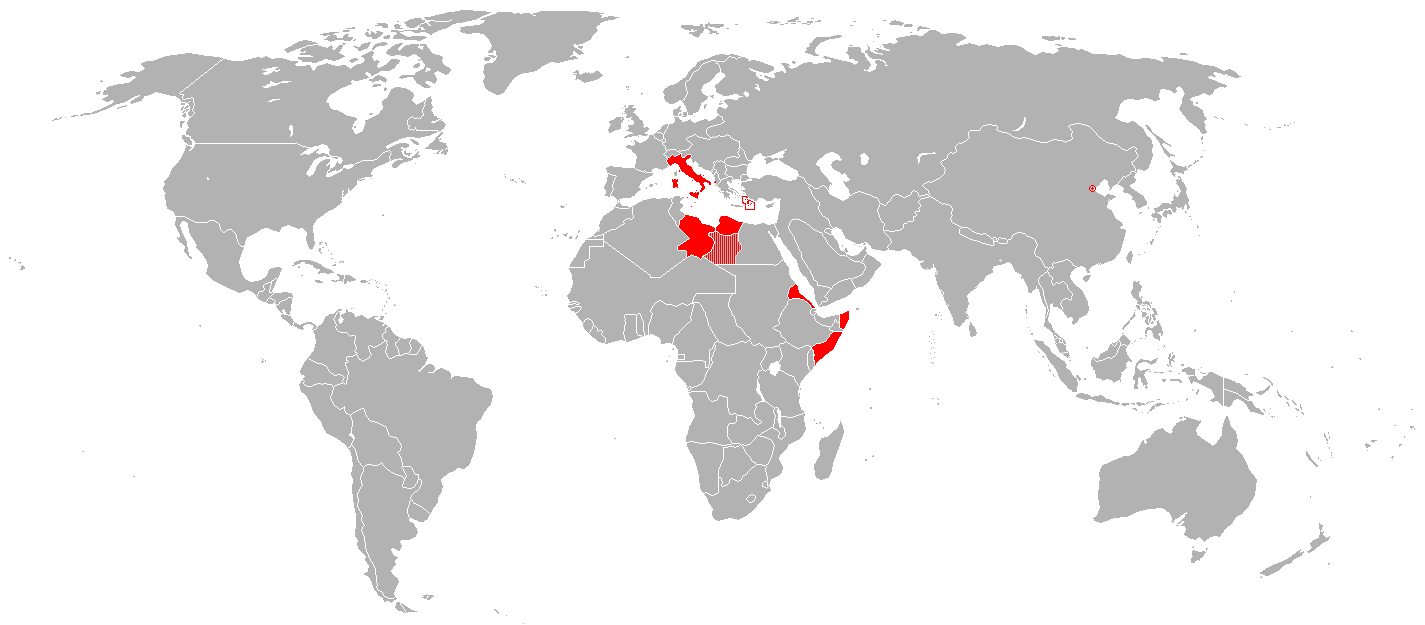
Empire colonial italien avant la Première Guerre mondiale.

À partir des années 1880, le royaume d'Italie se lance, à l'image des autres puissances d'Europe occidentale (Royaume-Uni, France, Belgique...) dans l'invasion coloniale en Afrique. Il se heurte cependant très rapidement à des concurrents puissants. Dès 1881, un différend l'oppose à la France à propos de la domination sur la Tunisie. Les Français s'imposent diplomatiquement, et l'Italie comprend que sans allié de poids sur le continent, nulle expansion ni politique étrangère ambitieuse n'est réellement possible, tout du moins très complexe.
Avec la domination française sur la Corse puis l'annexion de la Savoie et de Nice en 1860, et le récent protectorat français sur la Tunisie, les relations avec la France se dégradent rapidement pour devenir très tendues voire belliqueuses. L'Angleterre puissant allié de la France possède l'île de Malte également revendiquée par le royaume d'Italie qui désire continuer son unification. L'Italie se tourne donc vers l'Empire allemand, bien qu'il soit allié de l'Autriche-Hongrie, ancien ennemi. Mettant provisoirement de côté ses revendications territoriales nationalistes sur les terres irrédentes qui sont sous autorité autrichienne, l'Italie adhère donc au bloc défensif austro-allemand en 1882, formant la Triple-Alliance.

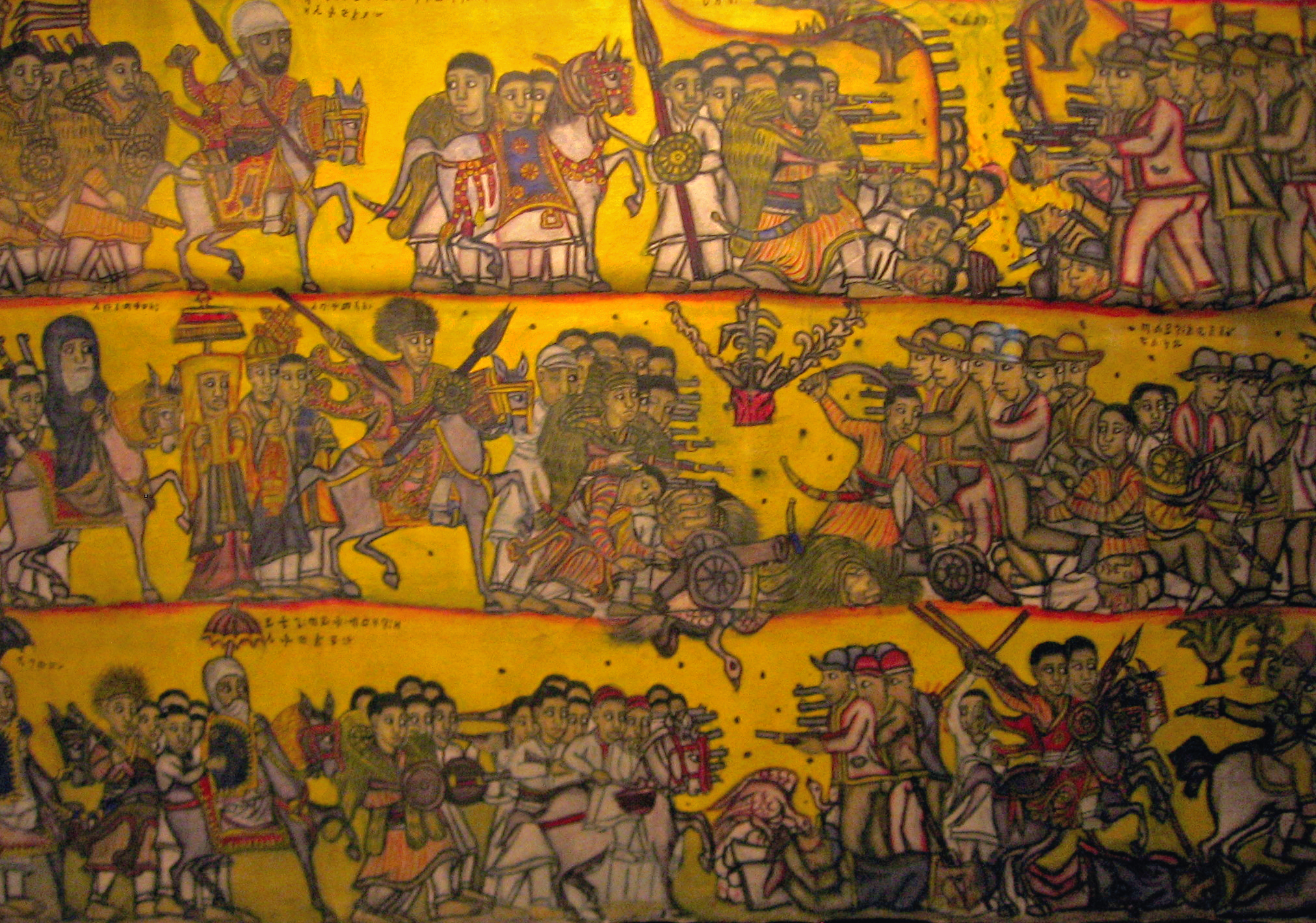
Représentation de la bataille d'Adoua où les troupes italiennes fortes de 17000 hommes combattent l'armée éthiopienne de plus de 120000 hommes armés par les puissances occidentales de la Triple-Entente.

Consolidant ses positions sur la scène politique internationale, l'Italie ne renonce pas à la constitution d'un empire colonial, qui commence à voir le jour en Afrique orientale après 1896. La même année, la guerre engagée par le royaume d'Italie contre l'Éthiopie se révèle un désastre pour l'armée italienne, battue – une première pour une armée européenne dans une guerre coloniale contre des « indigènes » – à la bataille d'Adoua.
L'Éthiopie avec plus de 120 000 hommes armés par la France et l'Angleterre de fusils européens, 42 canons par la Russie et coordonnée par de nombreux officiers militaires russes (Shedevr, Babichev, Agapov, Adzeiv, Petrov, cetera) dont Nikolaï Leontiev ainsi que plusieurs centaines de soldats cosaques qui tentent de ralentir l'expansion italienne en Afrique stoppe l'armée italienne de 17 000 hommes à la bataille d'Adoua.
La bataille est un carnage, plusieurs milliers de morts et blessés dans les deux camps et l'armée italienne est obligée de rebrousser chemin.
La Triple-Entente considère l'expansion italienne en Afrique comme une menace pour leurs intérêts. L'armée française à Djibouti et anglaise dans la Somalie britannique ont réussi à contenir l'expansion du royaume d'Italie de plus en plus influent dans la Corne de l'Afrique sans guerre directe.
Francesco Crispi, président du Conseil italien, en est contraint à la démission, même si le pays réussit finalement à s'installer en Somalie, abandonnant l'Éthiopie jusqu'en 1935. Les déboires italiens en Afrique orientale finissent d'être compensés par l'issue de la guerre italo-turque de 1911-1912, qui voit l'Italie annexer la Libye et le Dodécanèse par le traité de Lausanne de 1912.
Sur le plan intérieur, des politiques protectionnistes sont mises en place au début des années 1880 afin de faire face à la crise économique. Des investissements dans les réseaux de communication industriels (chemins de fer...) et les industries naissantes (automobiles…) sont réalisés par l'État, devant moderniser les structures du pays. L'émigration continue cependant, tandis qu'une classe ouvrière urbaine se développe fortement, contribuant à la progression des idées socialistes que les gouvernements successifs peinent à juguler. Quant aux relations avec le Saint-Siège, si elles restent assez conflictuelles et empreintes de méfiances, elles connaissent plusieurs améliorations après la mort de Pie IX et sous les pontificats de Léon XIII et de Pie X.
En juin 1914, la semaine rouge d'Ancône est marquée par des affrontements sanglants entre policiers et ouvriers à la suite d'une manifestation antimilitariste. Une grève de 50 000 métallurgistes est déclenchée après la morts de deux ouvriers tués par des soldats et tout le Nord de l'Italie est parcouru par une vague d'agitation qui mobilise contre elle 100 000 soldats.

### Première Guerre mondiale

Le royaume d'Italie en 1919.

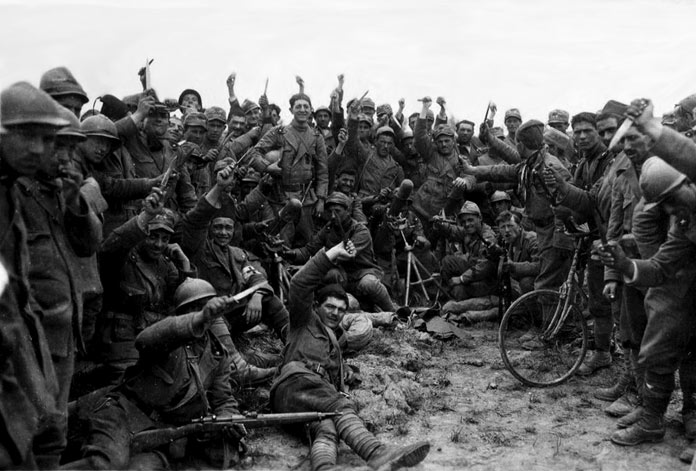
Les Arditi, unité d'élite des troupes d'assaut de l'Armée royale italienne pendant la Première Guerre mondiale, qui fit ravage dans les tranchées ennemies surtout aux corps à corps avec leurs dagues provoquant la terreur chez l'ennemi. Leurs exploits sur le champ de bataille ont été exemplaires et ils ont gagné une place illustre dans l'histoire militaire italienne.

Lors de la Première Guerre mondiale, l'Italie demeure membre de la triple alliance mais reste neutre dans le conflit. La France et l'Angleterre s'efforcent toutefois de la gagner à leur cause. Les négociations aboutissent à la signature du traité de Londres, le 26 avril 1915. Parmi les causes qui avaient poussé les Italiens à signer ce traité, l'occupation autrichienne de la Dalmatie et de l'Istrie depuis 1815 n'était pas la moindre. L'Autriche avait en effet favorisé l'implantation slave dans les principales villes de Dalmatie au détriment des populations italiennes qui avaient dû migrer en Vénétie.

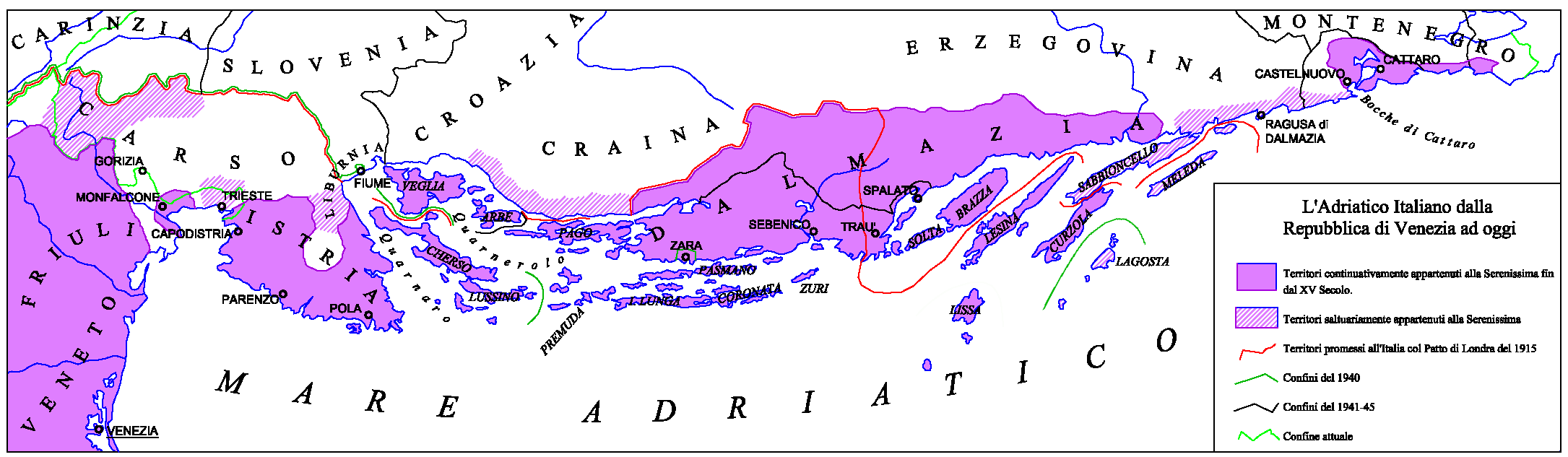
Carte représentant la Dalmatie italienne au cours des siècles ainsi que les promesses territoriales des alliés lors du Pacte de Londres.

Ce traité prévoyait que l'Italie entrerait en guerre aux côtés de l'Entente dans un délai d'un mois, et obtiendrait, en échange, en cas de victoire, le Trentin, le Tyrol jusqu'au Brennero, (le Haut Adige), la Vénétie julienne, l'entière péninsule istrienne à l'exclusion de Fiume, une partie de la Dalmatie septentrionale incluant les villes de Zadar (Zara en italien), Šibenik et Knin, de nombreuses îles de l'Adriatique, l'archipel du Dodécanèse, la base de Vlora en Albanie et le bassin carbonifère de Antalya en Turquie. Comme le fait observer Georges-Henri Soutou, « il n'était nullement question du droit des peuples à disposer d'eux-mêmes, mais simplement de rééquilibrer l'Europe pour diminuer la puissance des empires centraux ». D'autre part, ajoute Soutou, « l'inconvénient de cette diplomatie secrète était que l'on promettait à l'Italie certains territoires bordant l'Adriatique qui étaient également revendiqués par les Serbes, et que Paris promettait aussi à ces derniers ».
Au terme de la guerre, l'Italie n'obtient qu'une partie des territoires irrédents comme le Trentin-Haut-Adige, la Vénétie julienne, l'Istrie et d'autres territoires du Frioul encore irrédentes. Ces régions avaient appartenu jusqu'alors à la Cisleithanie comme territoires autrichiens (à l'exception de la ville de Fiume incorporée dans le royaume d'Italie en 1924 et situé en Transleithanie). Sur la base du principe des nationalités proposé par le président américain Woodrow Wilson, la Dalmatie annexée au nouveau royaume de Yougoslavie composé des Serbes, des Croates et des Slovènes, à l'exception de Zara (aujourd'hui Zadar en Croatie), en raison de sa majorité italienne, et de l'île de Lastovo (Lagosta) qui, avec trois autres îles, sont annexées à l'Italie.

### Montée, avènement et chute du fascisme

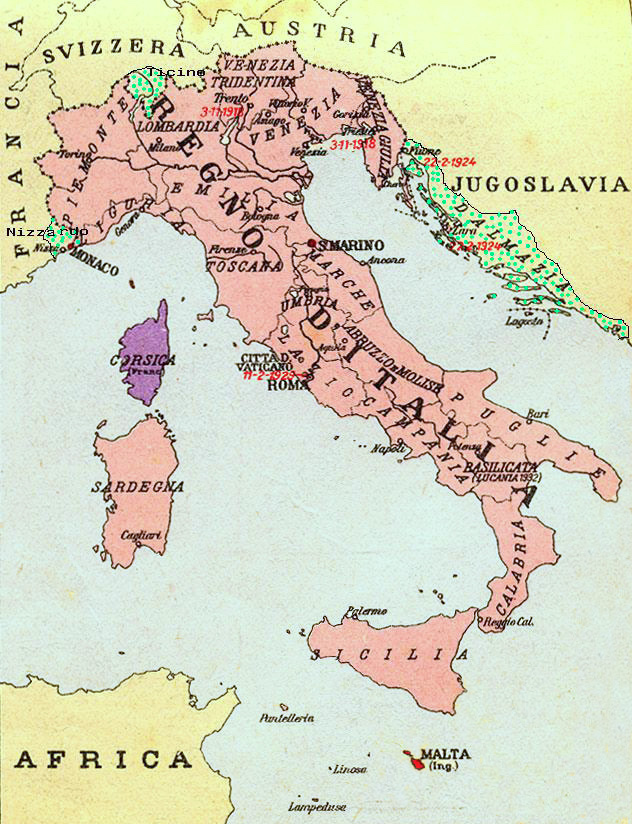
Carte représentant le royaume d'Italie et ses revendications territoriales sur les populations italiennes concernant l'irrédentisme en 1919.

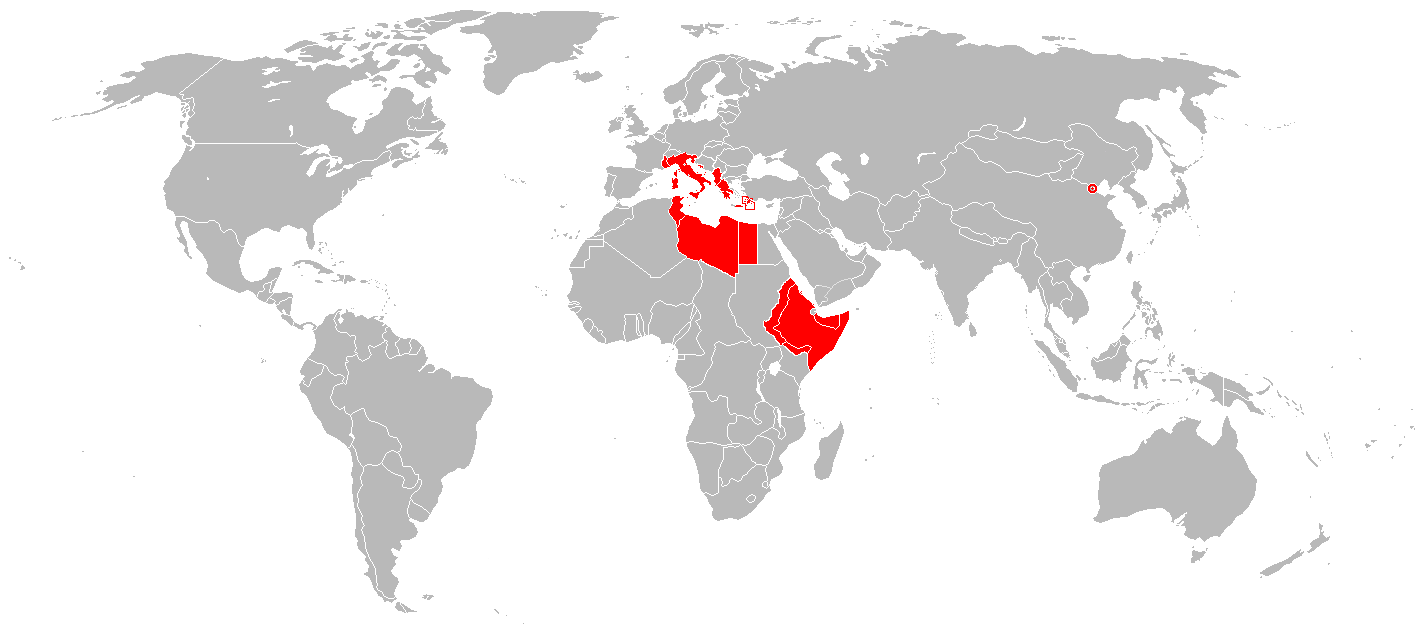
L'empire de l'Italie fasciste en 1942. Victor-Emmanuel III roi d'Italie, d'Albanie, de Libye et d'Éthiopie.

L'Italie a très mal vécu le traité de Versailles, le manquement envers le pacte scellé provoque l'indignation italienne, de manière presque unanime, les Italiens considèrent que le sacrifice d'une génération entière au front n'est pas récompensé (5 615 000 hommes engagés, 650 000 tués, 947 000 blessés et 600 000 disparus ou prisonniers). On parle de trahison et de « victoire mutilée » car les Alliés n'ont pas respecté les promesses faites durant le conflit concernant l'attribution des territoires et cela favorise l'agitation nationaliste et l'ascension de Mussolini.
Sur la lancée du mécontentement créé par les difficultés économiques et sociales de l'après-guerre, on assiste en 1922 à la conquête du pouvoir par le fascisme. À partir de 1926-27 l'Albanie entre graduellement dans la sphère d'influence de l'Italie, notamment avec les traités de Tirana, c'est seulement en avril 1939 qu'elle est occupée militairement et qu'on lui impose comme souverain Victor-Emmanuel III. Trois ans auparavant (mai 1936) l'Éthiopie était tombée sous la domination italienne.
Le 1er novembre 1936 l'Italie trahie et l'Allemagne humiliée à la suite de la Première Guerre mondiale décident de former l'alliance militaire de l'Axe Rome-Berlin. En 1940, l’Italie est l'alliée de l'Allemagne dans la Seconde Guerre mondiale contre la France et le Royaume-Uni, déclarant ensuite en 1941, avec le Japon, la guerre aux États-Unis et à l'Union soviétique.
La première résistance ouverte se manifesta en mars 1943, lorsqu’une vague de grèves, partie de Turin, se répandit, malgré les arrestations, dans tout le Nord de l'Italie, impliquant 100 000 ouvriers. Elle avait pour cause immédiate les immenses difficultés matérielles dues à la hausse des prix et aux bombardements. Un certain nombre de militants communistes étaient à la pointe de l'agitation et espéraient ébranler le régime fasciste.
À la suite du débarquement allié en Sicile en 1943, le régime fasciste s'effondre. Mussolini est destitué et incarcéré sur ordre du Grand conseil du fascisme et le général Pietro Badoglio, qui avait commandé les troupes italiennes lors de l'invasion de l’Éthiopie en 1935, prend le pouvoir. Celui-ci, après un mois de négociations secrètes avec les Alliés, se retourne contre l'Allemagne. Il emploie cependant la force pour consolider son régime contre les manifestants antifascistes (vingt-trois personnes sont tuées sur une place de Bari). Les derniers fascistes créent la République sociale italienne, totalement subordonnée à l'Allemagne, après la libération de Mussolini par l'armée allemande, alors que de nombreuses Républiques partisanes éphémères se créent. Alors que les armées alliées et les groupes de partisans progressent, le régime fasciste rencontre un mouvement de résistance croissant dans les usines, avec en janvier 1944 une grande grève à Gênes après l'exécution de prisonniers politiques, et une autre grève de 300 000 ouvriers à Milan, en mars, qui se propagea en Vénétie, à Bologne et à Florence. Les forces allemandes répliquèrent par des arrestations et des déportations massives. En 1945, les forces nazies et fascistes sont défaites : l'armée allemande en Italie capitule le 25 avril 1945. Cette date est, depuis, un jour férié en Italie.
Pendant près de deux décennies, la seule opposition clandestine était venue de groupes dispersés de communistes, et à un moindre degré de socialistes, qui avaient tenté de maintenir une certaine forme d'organisation nationale. Le Parti communiste atteint 410 000 membres en mars 1945, ce qui fait craindre à Winston Churchill un basculement de l'Italie dans le communisme.

## République italienne
(novembre 2024).

Emblème de l'Italie.

La république italienne depuis 1947.

Après 1945, l'Italie accuse le coup de la défaite des puissances de l'Axe et, en 1946, un référendum institutionnel décide l'abolition de la monarchie et la naissance de la République, avec une nouvelle constitution qui entre en vigueur le 1er janvier 1948.
Par le traité de Paris (1947), la France annexe les territoires de Tende et La Brigue aujourd'hui dans les Alpes-Maritimes, et la Yougoslavie annexe la Dalmatie, l'Istrie une partie du Frioul et les bouches de Kotor. La Yougoslavie continue la politique d'implantations slaves commencée par l'Autriche dans ces territoires avec les massacres des foibe, perpétrés jusqu'en 1947, qui mettent définitivement fin à la présence italienne sur la cote Est de l'Adriatique.
La démocratie chrétienne (DC), parti du centre, est associé au gouvernement de la république italienne de 1946 à 1993, généralement allié avec d'autres partis du centre et de gauche - Parti social-démocrate italien (PSDI), Parti républicain italien (PRI), Parti libéral italien (PLI). En 1962, le Parti socialiste italien (PSI) entre dans la majorité gouvernementale alors que, jusque-là, il se situait dans l'opposition. À part quelques exceptions, la présidence du Conseil est démocrate-chrétienne de 1946 à 1993.
En juillet 1948, des manifestations massives et une grève générale se produisent en réaction à la tentative d'assassinat du dirigeant communiste Palmiro Togliatti. À Turin, les anciens résistants placent des mitrailleuses sur les toits et distribuent des armes aux ouvriers, qui occupent certaines usines, tandis que des capitaines d’infanterie et des pilotes d’avion de chasse informent la fédération communiste sur leurs dispositions : « Nous sommes prêts ». Finalement, la grève prend fin après quelques jours, alors que l'on compte 16 morts et 200 blessés à la suite d'interventions de la police.
De 1946 à 1952, le Parti communiste italien organise l'initiative sociale des trains du bonheur, qui verra quelques 70 000 enfants vivant dans le Mezzogiorno devasté trouver des familles d'accueil en Italie du Nord,.
En 1949 l’Italie adhère à l'Organisation du traité de l'Atlantique nord, en 1951 à la Communauté européenne du charbon et de l'acier, et en 1955 elle est admise aux Nations unies. L'année 1957 voit la signature du traité de Rome, qui marque la naissance de la Communauté économique européenne, premier pas vers la réalisation de l’Union européenne. Le pays vit une très forte expansion, phénomène appelé les Trente Glorieuses. Fiat est le symbole du miracle italien, dont la période va des élections d'avril 1948 aux Jeux olympiques de Rome en 1960 : 700 000 automobiles en 1955, 10 millions cinq ans après. Le fabricant de scooters Vespa n'est pas en reste. Entre 1945 et 1965, il en vend 3,5 millions en Italie.
Dans les années 1970, l'Italie traverse une profonde crise politique, avec en particulier l'émergence de mouvements révolutionnaires pratiquant la lutte armée. L'Italie connaît la période dite des « années de plomb », marquée par de nombreux attentats commis par l'extrême gauche comme par l'extrême droite. Les années de plomb connaissent leur point culminant en 1978 avec l'enlèvement puis l'assassinat du chef du parti démocrate-chrétien, Aldo Moro, par les Brigades rouges.
L'État italien reste alors profondément marqué par le pouvoir de la mafia au sein de la classe dirigeante, tant au niveau des partis politiques que du patronat. Dans les années 1990, le gouvernement italien reconnaît l'existence du réseau Gladio au sein de ses services secrets. En 1999, l'Italie participe à la création de l'euro. De 2001 à 2006, le gouvernement italien est dirigé par Silvio Berlusconi, grand patron arrivé au pouvoir à la tête d'une coalition rassemblant Forza Italia (parti populiste de centre-droite), la Ligue du Nord (parti populiste autonomiste) et la droite Alleanza Nazionale (parti populiste conservateur).
En avril 2006, après des élections très serrées l'opposant à Silvio Berlusconi (élections générales italiennes de 2006), qu'il emporte de justesse, Romano Prodi (leader de L'Unione, la coalition de centre-gauche) devient président du conseil italien.
Le 24 janvier 2008, le Sénat italien refuse sa confiance à Romano Prodi. Ce dernier a donc présenté sa démission au président Giorgio Napolitano.
En 2011, le président du conseil démissionne, et c'est Mario Monti qui le remplace.
Depuis 2018, la XVIIIe législature de la République italienne, a été ouverte le 23 mars 2018, à la suite des élections générales italiennes de 2018. Sous les gouvernements Conte I et Conte II.

### Galerie présidentielle
Présidence

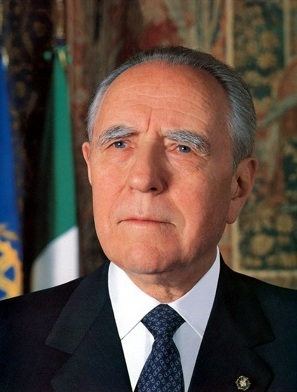
Carlo Azeglio Ciampi 1999-2006
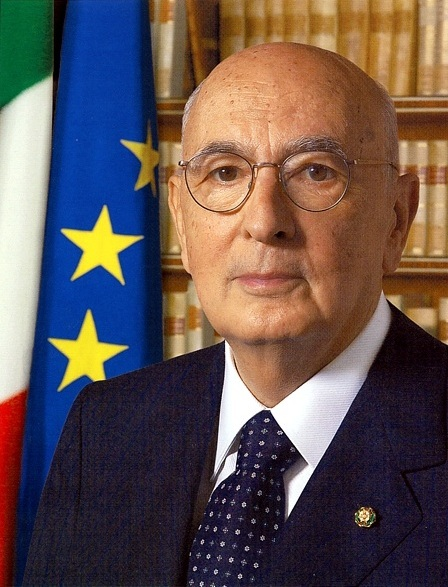
Giorgio Napolitano 2006-2015
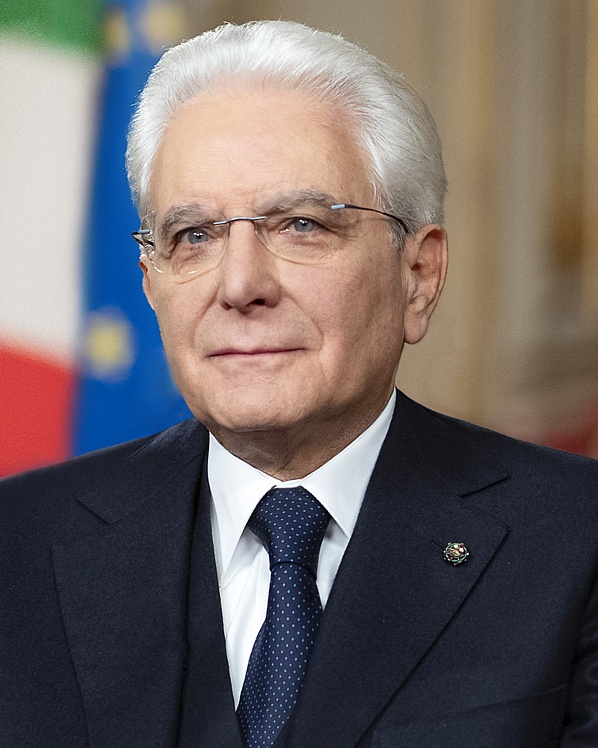
Sergio Mattarella 2015-présent